# Ford Ka
Der Ford Ka ist ein Pkw-Modell des Automobilherstellers Ford. Der Wagen hatte seine Markteinführung am 11. September 1996 und war einer der ersten Vertreter der Kleinstwagen-Klasse. Der Produktionszeitraum der auffällig aussehenden ersten Modellgeneration war mit zwölf Jahren ungewöhnlich lang.
Auf der Mondial de l’Automobile in Paris stellte Ford Anfang Oktober 2008 die zweite Modellgeneration vor, die gemeinsam mit dem italienischen Automobilhersteller Fiat entwickelt wurde. Die Markteinführung in Deutschland war am 14. Februar 2009. Die Produktion lief nach mehr als sieben Jahren im April 2016 aus.
Bereits ab 2014 wurde in Brasilien die dritte Generation gebaut, seit 2015 auch in Indien (als Figo). Anfang Juni 2016 präsentierte Ford die Europaversion, die von Oktober 2016 bis Januar 2020 unter dem Namen Ford Ka+ verkauft wurde.

## Ka (Typ RBT, 1996–2008)
| Sonstige Messwerte                        |                  |
| CO2-Emission:                             | 140–182 g/km     |
| Kraftstoffverbrauch kombiniert (EG-Norm): | 5,9–7,6 l/100 km |
| Sterne im Euro-NCAP-Crashtest             |                  |

### Allgemeines
Als günstiger Zweitwagen für die Stadt gedacht, verteidigte der Ka die Marktanteile, die sich Ford in den 1980er-Jahren mit den Modellen Escort und Fiesta im europäischen Kleinwagensektor erarbeitet hatte. Obwohl er deutlich kleiner als ein Fiesta war, handelte es sich bei dem Dreitürer um einen vollwertigen Viersitzer. Außerhalb von Europa war die erste Modellgeneration von 1997 bis 2007 in Mittel- und Südamerika, der Türkei sowie von 1999 bis 2006 in Japan erhältlich. Von 1999 bis 2002 wurde er darüber hinaus in Australien angeboten.
Die europäischen Modelle produzierte Ford in Almussafes bei Valencia (Spanien). 2002 lief dort das einmillionste Fahrzeug vom Band, insgesamt wurden rund 1,5 Millionen Exemplare verkauft. Die Fahrzeuge für den süd- und mittelamerikanischen Markt kamen aus dem Werk São Bernardo (Brasilien).

### Namensherkunft
Der Ursprung des Namens liegt in einem Bestandteil der altägyptischen Seelenvorstellung, wo Ka der Teil einer Seele war, der die Lebenskraft spendet. Noch heute ist im Ägyptischen Ka als Bezeichnung für die menschliche Seele üblich. Dies nahm Ford bei der Markteinführung zum Anlass, mit dem Slogan „Auto mit Seele“ für den auffälligen Wagen zu werben.
Die weit verbreitete Annahme, der Name entspringe einer alternativen, nicht-rhotischen Schreibweise des englischen Wortes für Automobil, car, ist nicht korrekt.

### Design
Mit dem Ka führte der damalige Ford-Designchef Claude Lobo das anfänglich umstrittene New-Edge-Design ein, eine Kombination von gewölbten Flächen und kantigen Details. 1994 auf dem Genfer Auto-Salon vorgestellt, errang der Wagen weltweit zahlreiche Auszeichnungen. 1995 präsentierte Ford auf der North American International Auto Show in Detroit den Prototyp des vom New-Edge-Design geprägten Supersportwagen GT90. Nach der Markteinführung des Ka erschienen mit der neuen Generation des Mondeo, dem Puma, dem Cougar und dem Focus weitere Fahrzeuge dieser Designlinie.
Auf der Essen Motor Show 1998 präsentierte Ford ein von Luigi Colani aerodynamisch optimiertes Redesign des Ka, das auf große Nachfrage stieß und vom Kölner Ford-Haupthändler R&S Mobile in einer Kleinserie von 200 Exemplaren produziert wurde.

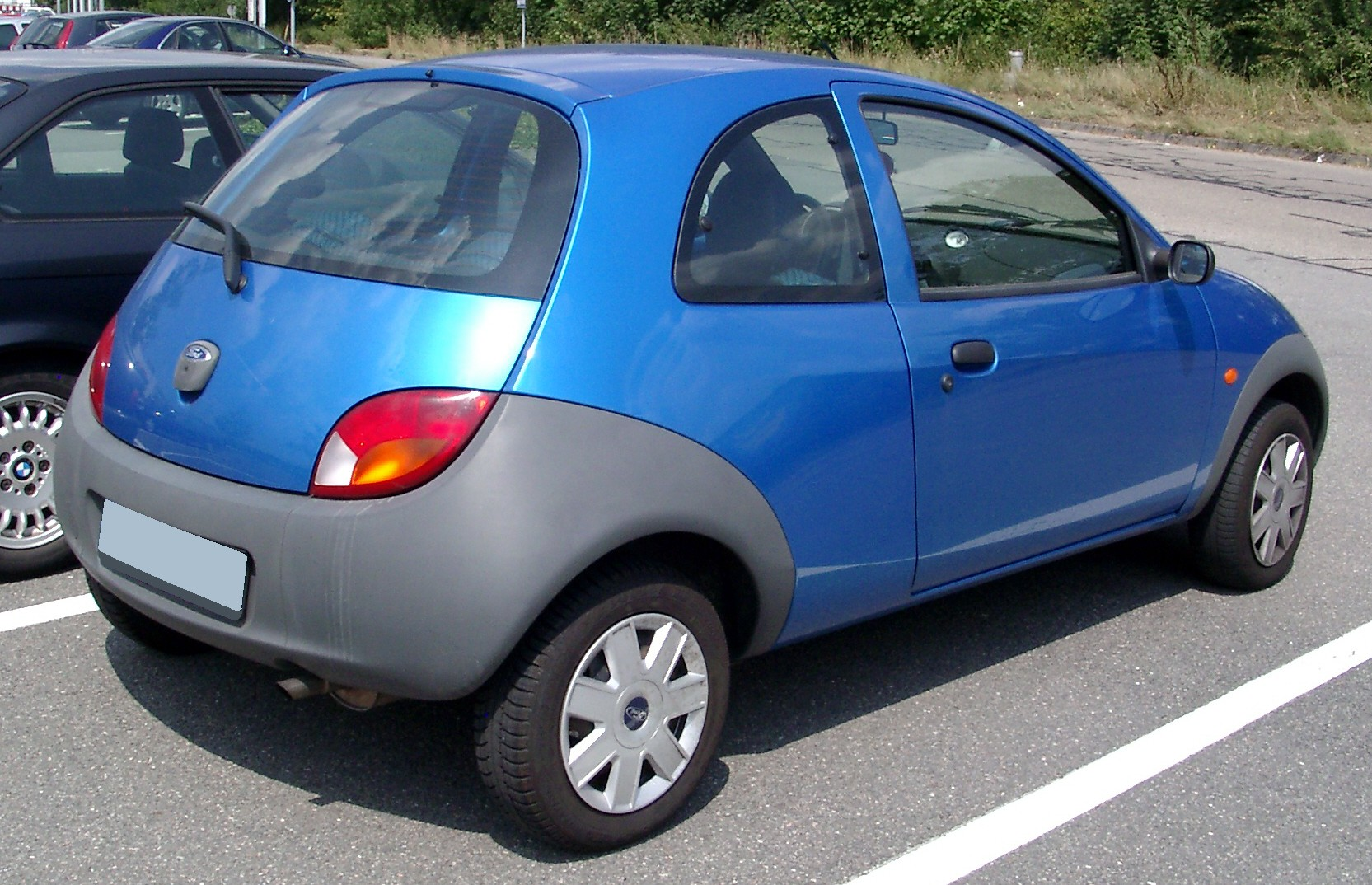
Heckansicht
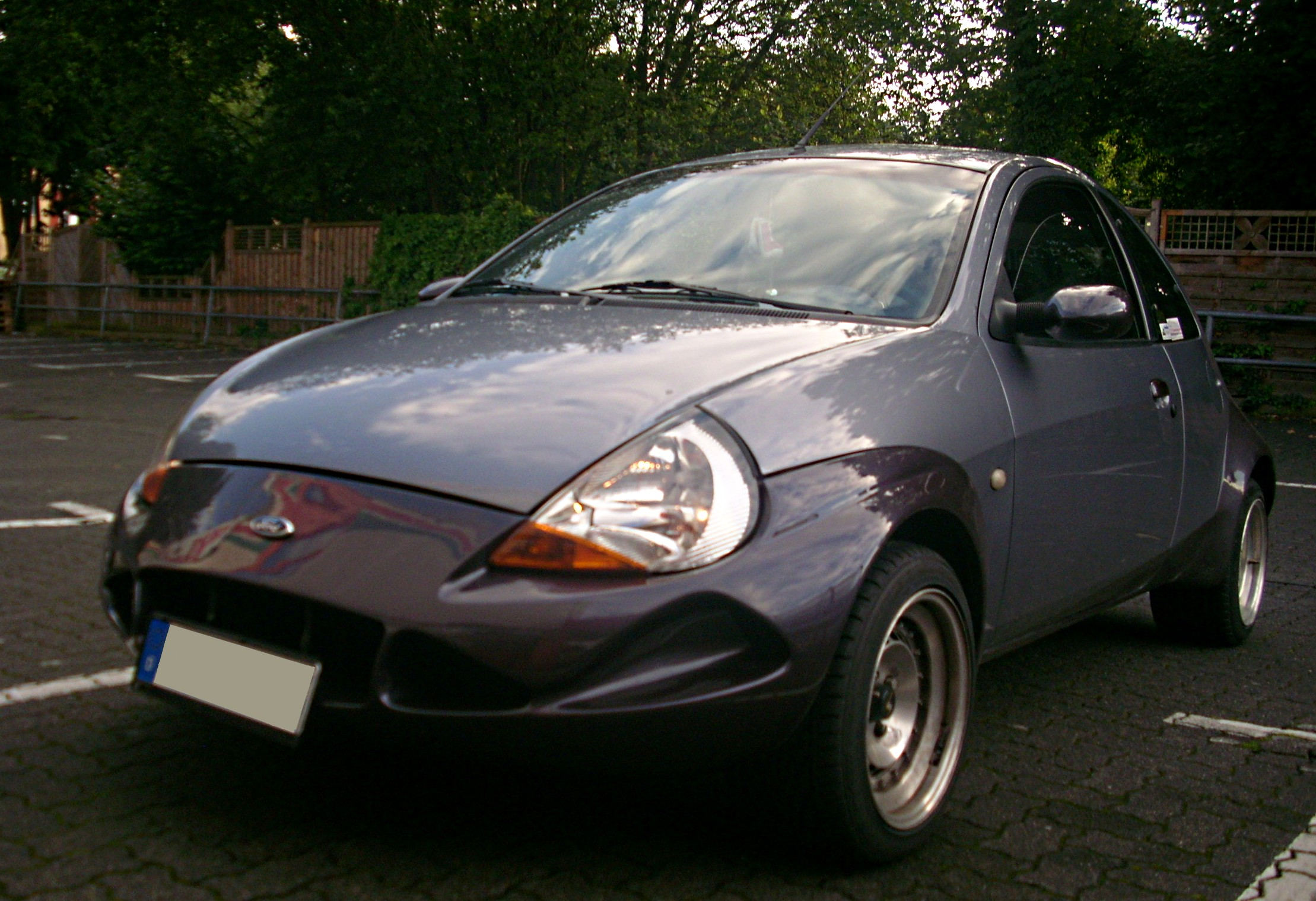
Ford Ka Colani
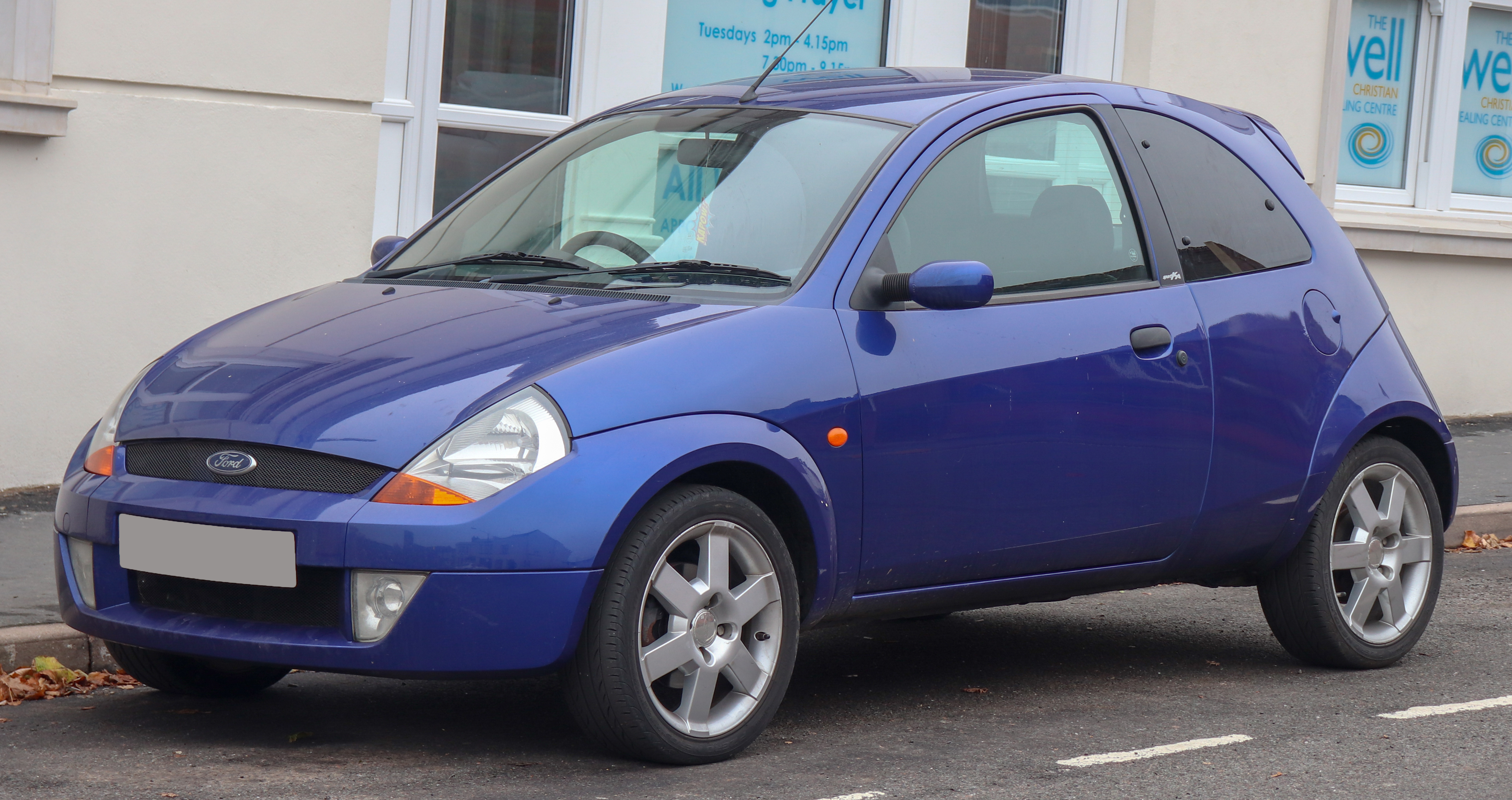
Ford Sportka (2003–2008)
Logo
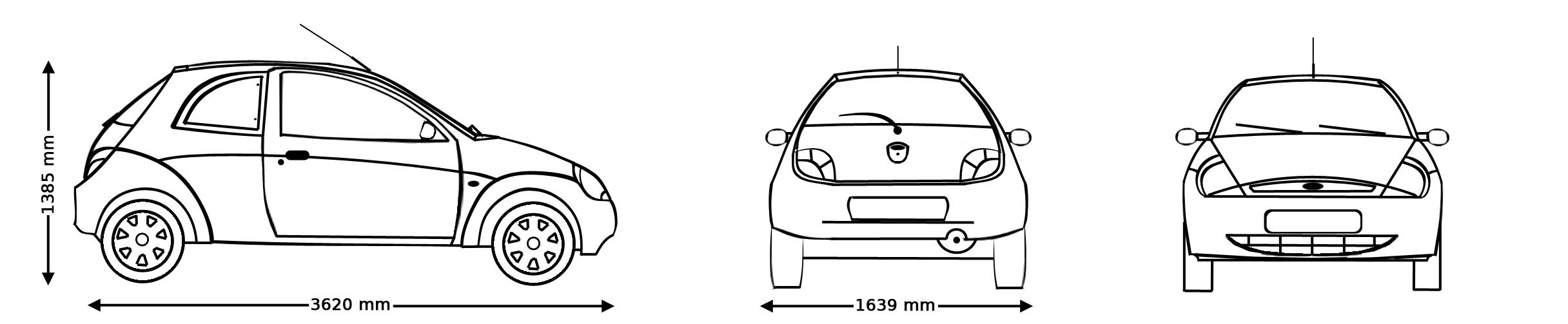
Schematische Zeichnung

### Technik

#### Allgemein
Der Ka baute technisch auf dem Fiesta ’96 auf und teilte sich mit diesem die Bodengruppe. Daher gab es viele Gemeinsamkeiten zwischen den Fahrzeugen, sie waren beide frontgetrieben, hatten die gleichen Motoren und die gleichen vorderen Einzelradaufhängungen mit MacPherson-Federbeinen und Verbundlenker-Hinterachsen. Ebenfalls gleich war die Bremsanlage, massive Scheibenbremsen vorne und Trommelbremsen hinten. Die Plattform des Fiesta ’96 wurde bis Ende der Produktion 2008 beibehalten, obwohl der Fiesta ’96 bereits Ende 2001 durch einen komplett neuentwickelter Nachfolger abgelost wurde.
Motorisiert war der Ka zunächst ausschließlich mit einem 1,3-Liter-Endura-E-Motor, wahlweise mit 37 kW oder 44 kW. Dieser Vierzylinder-Motor mit seitlicher Nockenwelle und hängenden Ventilen, ebenfalls in Valencia produziert, basierte auf dem gleichen Motor, der schon den ersten Ford Fiesta antrieb. Da die untenliegende Nockenwelle durch eine Steuerkette angetrieben wurde, waren die Wartungskosten niedriger als bei einem Nockenwellenantrieb mit Zahnriemen, der in regelmäßigen Abständen ersetzt werden muss. Die beiden Motorvarianten waren zwar bis auf die Drosselklappe gleich, die 37-kW-Version war jedoch nicht mit der bei der 44-kW-Variante serienmäßigen Servolenkung ausgerüstet. Sie wurde im Oktober 1998 leicht auf 36 kW gedrosselt, und im August 1999 aus dem Programm genommen.
Ende 2002 wurde dieser Motor durch einen Vierzylinder-Duratec-Motor ersetzt, der im südafrikanischen Ford-Werk in Port Elizabeth produziert wurde. Wie beim Endura-E bestand der Zylinderblock aus Grauguss und die Nockenwelle wurde mit einer Steuerkette angetrieben, war aber obenliegend angeordnet. Darüber hinaus gab es beim Duratec einen modernen Aluminiumzylinderkopf und Rollenschlepphebel mit hydraulischem Ventilspielausgleich, wodurch das regelmäßige Einstellen des Ventilspiels entfiel.
Außerdem erreichte er die Abgasnorm Euro 4. Es gab diesen Motor ebenfalls mit 1,3 Litern Hubraum, wahlweise mit 44 kW und 51 kW sowie in einer 70 kW starken 1,6-Liter-Version, die jedoch dem SportKa vorbehalten war. Anders als beim Endura-E war für den Leistungsunterschied der beiden 1,3-Liter-Varianten ein anderes Motorsteuergerät verantwortlich.
Die Kraft wurde bei allen Motoren über eine hydraulisch betätigte Kupplung und ein Fünfgang-Schaltgetriebe übertragen. Fahrzeuge mit Klimaanlage waren kürzer übersetzt, um eine ähnlich schnelle Beschleunigung bei eingeschalteter Klimaanlage zu erreichen. Dies erhöhte den Kraftstoffverbrauch, er lag auf 100 Kilometern um bis zu 0,3 Liter höher als bei Fahrzeugen ohne Klimaanlage.
In Südamerika war der Ka schon bei seiner Markteinführung mit einem 1,0-Liter-Endura-E-Motor erhältlich, da hier Fahrzeuge mit maximal einem Liter Hubraum steuerbegünstigt sind. Dieser Motor lieferte 39 kW und wurde 2000 von einem 1,0-Liter-Duratec-Turbomotor mit 48 kW abgelöst. Ab 2001 war der Ka als sogenannter Ka XR, ähnlich wie der SportKa hier, mit dem 1,6-Liter-Motor erhältlich. Der Motor wurde in Südamerika jedoch nicht als Duratec, sondern unter der Bezeichnung Zetec-RoCam vertrieben.
Der Ka war eines der ersten Großserienfahrzeuge, das serienmäßig mit Klarglasscheinwerfern ausgestattet wurde.

#### Motorisierungen
| Bezeichnung | Motortyp        | Hubraum  | Zylinder | Bohrung × Hub    | Leistung      | Max. Drehmoment       | Kraftstoffverbrauch | Bauzeit         | Sonstiges                     |
| ----------- | --------------- | -------- | -------- | ---------------- | ------------- | --------------------- | ------------------- | --------------- | ----------------------------- |
| 1.0         | Endura-E        | 999 cm³  | R4 (8V)  | 68,70 × 67,80 mm | 39 kW (53 PS) | 76 Nm bei 3000 min−1  | 6,5 Liter/100 km    | 1997–1999       | nur in Südamerika             |
| 1.3         | Endura-E        | 1299 cm³ | R4 (8V)  | 73,96 × 75,48 mm | 37 kW (50 PS) | 97 Nm bei 2000 min−1  | 5,9 Liter/100 km    | 09/1996–10/1998 | ohne Servolenkung             |
| 1.3         | Endura-E        | 1299 cm³ | R4 (8V)  | 73,96 × 75,48 mm | 36 kW (49 PS) | 95 Nm bei 2000 min−1  | 5,9 Liter/100 km    | 10/1998–08/1999 | ohne Servolenkung             |
| 1.3         | Endura-E        | 1299 cm³ | R4 (8V)  | 73,96 × 75,48 mm | 44 kW (60 PS) | 105 Nm bei 2500 min−1 | 6,3 Liter/100 km    | 09/1996–07/2002 |                               |
| 1.0         | Duratec (RoCam) | 999 cm³  | R4 (8V)  | 68,70 × 67,80 mm | 48 kW (65 PS) | 87 Nm bei 3250 min−1  | 7,1 Liter/100 km    | 2000–2007       | Turbomotor, nur in Südamerika |
| 1.3         | Duratec (RoCam) | 1299 cm³ | R4 (8V)  | 73,96 × 75,48 mm | 44 kW (60 PS) | 99 Nm bei 2500 min−1  | 5,9 Liter/100 km    | 08/2002–08/2008 |                               |
| 1.3         | Duratec (RoCam) | 1299 cm³ | R4 (8V)  | 73,96 × 75,48 mm | 51 kW (69 PS) | 106 Nm bei 3000 min−1 | 5,9 Liter/100 km    | 08/2002–08/2008 |                               |
| 1.6         | Duratec (RoCam) | 1599 cm³ | R4 (8V)  | 82,7 × 75,48 mm  | 70 kW (95 PS) | 135 Nm bei 4250 min−1 | 7,6 Liter/100 km    | 07/2003–08/2008 | Sportka                       |

### Modellpflege
Bedingt durch die lange Bauzeit wurden dem Ka mehrere kleinere Facelifts zuteil. Allerdings griffen diese nicht nennenswert in die äußere Erscheinung des Modells ein, sondern waren hauptsächlich auf technische Änderungen beschränkt.
November 1998: Der Ka wurde mit einer anderen Hinterachse mit geänderten Stoßdämpferaufnahmen (Auge statt Gabel) gebaut. Darüber hinaus änderte sich die Position der Spritzdüsen, sie wurden vom Windlauf auf die Motorhaube versetzt.
Februar 1999: Die Fahrzeuge bekamen serienmäßig eine dritte Bremsleuchte. Außerdem unterschied sich die Form von Antennenfuß und Heckklappengriff, dieser wurde kleiner. In den Ablagefächern der Türverkleidungen waren Becherhalter eingebaut, der Schalter für die Warnblinkanlage wurde verlegt, statt am Radio war er nun am Lenkrad zu finden. Auf Wunsch waren die Stoßfänger jetzt in Wagenfarbe lackiert erhältlich.
März 2000: Der Ka wurde mit bequemeren Sitzen angeboten, die in Deutschland serienmäßig mit Seitenairbags ausgestattet waren. Der Fahrersitz erhielt eine manuelle Höhenverstellung, auf der Rücksitzbank gab es jetzt Kopfstützen. Des Weiteren wurden die hinteren Fahrwerksfedern geändert, sie waren seitdem deutlich schmaler als zuvor. Der Ka verfügte nun über innenbelüftete Bremsscheiben an der Vorderachse, außerdem wurde die Anordnung der Flüssigkeitsbehälter im Motorraum verändert.
Oktober 2002: Die Motorisierung des Ka wurde auf Duratec-Motoren umgestellt, darüber hinaus gab es ein neues Kombiinstrument, das nicht mehr über eine Tachowelle funktionierte, sondern elektronisch. Teilweise gab es hier serienmäßig einen Drehzahlmesser. Den Beifahrerairbag gab es jetzt auf Wunsch deaktivierbar. Der Ka bekam andere Radzierblenden, außerdem wurden die vorderen Bremsleitungen verändert.
Januar 2005: Die auffälligste Überarbeitung war ein anderes Armaturenbrett mit „klassischem“ Handschuhfach. Es gab neue elektronische Funktionen, zum Beispiel ein frei programmierbares Scheibenwischerintervall. Schaltknauf und Schaltsack bestanden aus einer Einheit und waren gesteckt statt geschraubt.

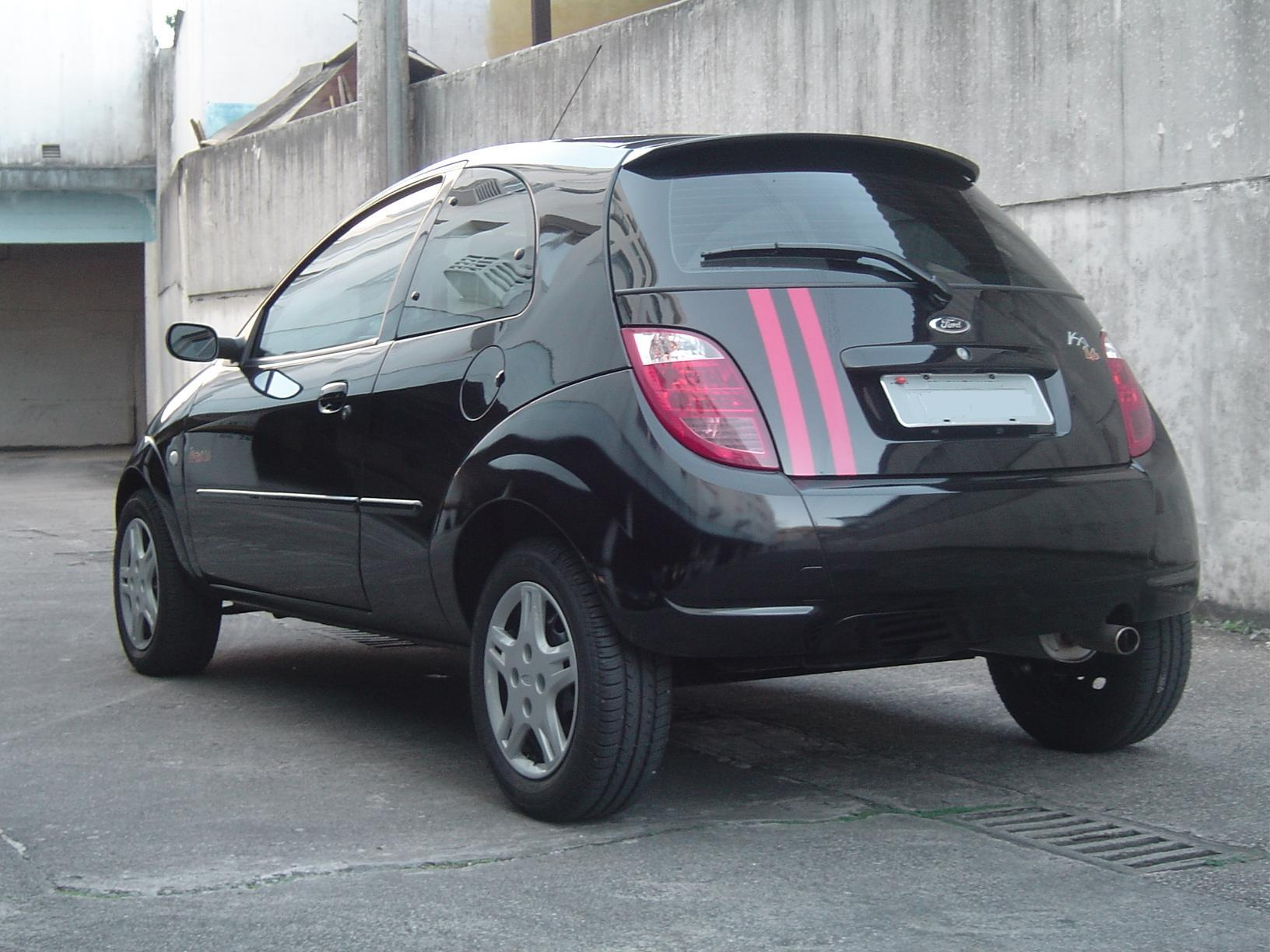
Ford Ka (Südamerika, 2003–2008)

Sonstige Aufwertungen: Im Gegensatz zu diesen äußerlich kaum erkennbaren Änderungen wurde der Ka in Südamerika 2003 deutlich überarbeitet, auffälligste Merkmale sind hier das an der Heckklappe und nicht am Stoßfänger angebrachte Kennzeichen, die Stoßfänger und die Heckleuchten.

### Sicherheit
Der Ka hatte seit seiner Markteinführung in Deutschland serienmäßig einen Fahrerairbag, bis Oktober 1997 war ein Beifahrerairbag aufpreispflichtig. Vierkanal-Antiblockiersystem war ab Januar 1997 ebenfalls gegen 560 DM Aufpreis verfügbar, darüber hinaus bei einigen Sondermodellen serienmäßig eingebaut. Seit 2000 gab es den Ka mit innenbelüfteten Bremsscheiben an der Vorderachse. Dazu gab es in Deutschland mehr Sicherheit durch serienmäßige Seitenairbags, die in Österreich und anderen europäischen Ländern nur gegen Aufpreis erhältlich waren. Seit 2005 war Antiblockiersystem europaweit serienmäßig. Elektronisches Stabilitätsprogramm war beim Ka jedoch nicht erhältlich.
Bei dem vom ADAC im Oktober 2000 durchgeführten Euro-NCAP-Crashtest erreichte der Ka lediglich drei von fünf Sternen. Allerdings wurde hier die Europa-Version ohne Beifahrer- und Seitenairbag getestet.

### Schwachstellen

#### Allgemein

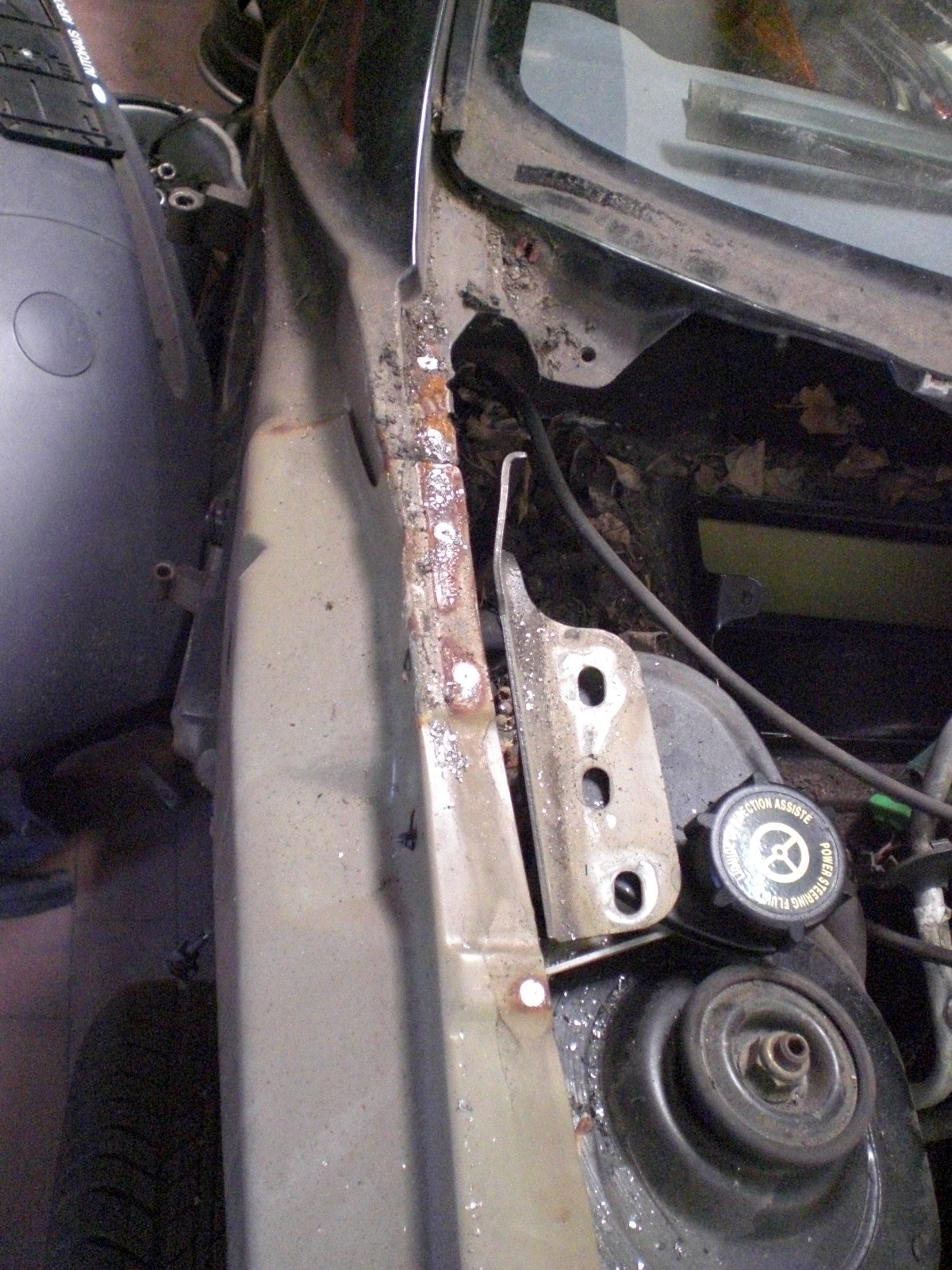
Korrosionsschäden vor der A-Säule

Es gab eine Reihe von Problemen, die beim Ka immer wieder auftraten. Hierzu gehörte vor allem Rost im Bereich des Tankdeckels, an den Einstiegsleisten (unter der Türdichtung), der Heckklappe, an den A-Säulen, den Schwellern und unter dem vorderen und hinteren Stoßfänger. Dies betraf auffällig oft Fahrzeuge der Baujahre ab 2000. Außerdem gab es, genau wie bei Fiesta und Escort, häufiger Probleme mit den Türschlössern. Kabelbrüche im Türschlauch sorgten des Öfteren für Defekte bei der Zentralverriegelung, den elektrischen Fensterhebern oder den Lautsprechern. Gelegentlich kam es zu schadhaften Gebläsewiderständen, in diesem Fall funktionierte das Gebläse nur noch auf höchster Stufe. Ähnlich wie beim Fiesta war beim Ka der Lenkstockschalter anfällig für Defekte. In den meisten Fällen war hier jedoch nur eine einzige Funktion des Schalters betroffen, beispielsweise die Warnblinkanlage oder der Heckscheibenwischer. Der TÜV berichtet zudem von Problemen bei der Achsaufhängung, den Dämpfern und der Lenkanlage sowie von porösen Bremsschläuchen und Ölverlusten.
Bei Fahrzeugen mit Endura-E-Motor kam es oft zu Problemen mit dem Drosselklappen-Potentiometer und dem Leerlaufregelventil, was sich durch unkontrolliertes Hochdrehen oder Absterben des Motors beim Auskuppeln äußert. Des Weiteren kam es bei Fahrzeugen aus den Jahren 1996 und 1997 durch Materialfehler zu eingelaufenen Nockenwellen, spätere Baujahre waren nicht betroffen. Fahrzeuge mit Duratec-Motor hatten gelegentlich Störungen des Motormanagements, Hauptursache waren defekte Lambdasonden. Als Spätfolge resultierte hieraus in seltenen Fällen ein defekter Katalysator. Darüber hinaus kam es häufiger zu Defekten bei Zündspule und Lichtmaschine.
Bei Fahrzeugen mit Klimaanlage kam es durch einen verstopften Abflussschlauch gelegentlich zur Ansammlung von Kondenswasser im Beifahrerfußraum.

#### Platzierungen in der ADAC-Pannenstatistik
| Jahr | Klasse                     | Platzierung | Teilnehmer | Sonstiges                                  |
| ---- | -------------------------- | ----------- | ---------- | ------------------------------------------ |
| 2001 | Kleine Klasse              | 6           | 17         |                                            |
| 2002 | Kleine Klasse              | 6           | 14         |                                            |
| 2003 | Kleine Klasse              | 6           | 21         |                                            |
| 2004 | Kleine Klasse              | 12          | 23         |                                            |
| 2005 | Kleine Klasse              | 12          | 24         | gemeinsam mit Ford Streetka                |
| 2006 | Kleine Klasse              | 22          | 25         | gemeinsam mit Ford Streetka                |
| 2007 | Kleine Klasse              | 23          | 27         |                                            |
| 2008 | Kleine Klasse/Kleinstwagen | 32          | 32         |                                            |
| 2009 | Kleinstwagen               | 6           | 8          | gemeinsam mit der zweiten Modellgeneration |
| 2010 | Kleinstwagen               | 10          | 13         | gemeinsam mit der zweiten Modellgeneration |
| 2011 | Kleinstwagen               | 11          | 12         | wieder ohne die zweite Modellgeneration    |

### Sondermodelle
Der Ka war neben der normalen Ausstattungsvariante in Deutschland in einer ganzen Reihe von Sondereditionen erhältlich.
In Zusammenarbeit mit dem Künstler HA Schult entstand in einer Kleinserie von 50 Stück der Kugel-Ka, ein schwarzer Ka, auf dessen Seiten mit Airbrush Schults Weltkugel verewigt wurde, ein Kunstobjekt in Form eines teililluminierten Globus, das zunächst auf einem Brückenpfeiler der Kölner Severinsbrücke stand und später auf dem Dach eines Versicherungsgebäudes am Kölner Rheinufer Platz fand. Der Schaltknauf des Kugel-Ka war eine in Kunstharz gegossene Miniatur der Schult’schen Weltkugel. Für das Airbrush wurde unter anderem Kölner Brückengrün verwendet.
Im Ausland gab es eine ganze Reihe anderer Sondermodelle. So wurden in den Niederlanden von 1997 bis 2008 unter der Bezeichnung Kunst met een grote Ka insgesamt zwölf Sondermodelle des Ka in einer Auflage von 200 bis 1000 Stück auf den Markt gebracht. Jedes dieser Modelle wurde gemeinsam mit Werken eines bekannten Künstlers ausgestellt und nach diesem benannt. Beim Kauf eines dieser Modelle erhielten die Käufer eine Reproduktion eines Kunstwerks des Künstlers, beispielsweise in Form einer Skulptur oder eines Kunstdrucks.
In Belgien gab es 1997 eine nur 24 Fahrzeuge umfassende Sonderedition namens Zebra, hier wurde ein weißer Ka im Zebra-Look mit schwarzen Streifen lackiert.

#### Liste der Sondermodelle in Deutschland
| Modell        | Baujahr   | Besonderheiten |
| ------------- | --------- | --- |
| Blueline      | 1998      | Audiosystem 6000, Leichtmetallräder, blaue Uhrumrandung, blaue Tachoscheiben, blauer Schaltknauf |
| Capri         | 2002      | Elektrisches Faltdach, Leichtmetallräder |
| Colani        | 1999      | Spezielle Front- und Heckschürze, großer Dachspoiler, Außenspiegelverkleidungen, Tieferlegung, Schmidt-TH-Line-Leichtmetallräder 8,5Jx14H2 ET12 mit 225/40R14-Reifen vorne und 9,5Jx14H2 ET12 mit 255/35R14-Reifen hinten |
| Collection    | 1998      | Lackierte Stoßfänger, Lederlenkrad, Zentralverriegelung, elektrische Fensterheber, elektrische Heckklappenentriegelung, Einstiegsleisten, farbiger Schaltknauf |
| Color         | 1999–2000 | Lackierte Stoßfänger, farbige Uhrumrandung, farbiger Schaltknauf |
| Colour Line   | 2003–2004 | 51-kW-Motor, Drehzahlmesser, Antiblockiersystem, lackierte Stoßfänger, chromfarbener Kühlergrill, lackierte elektr. Außenspiegel, zweifarbige Ledersitze (blau/hellblau, blau/mint, braun/orange oder burgund/orange), Lederschaltknauf, Lederlenkrad, Klimaanlage, Leichtmetallräder, verchromte Auspuffblende, B-Säulen-Dekor, Audiosystem 6000, Zentralverriegelung mit Fernbedienung, elektrische Fensterheber, elektr. Heckklappenentriegelung, Kofferraumverkleidung, Sonderlackierung |
| D2 CallYa     | 1999      | Ledersitze (schwarz), Handy, Freisprecheinrichtung, B-Säulen-Dekor, Sonderlackierung (British Gas Light Blue) |
| Finesse       | 2001–2003 | Zentralverriegelung, elektrische Fensterheber, Leichtmetallräder |
| First Edition | 1996–1997 | Klimaanlage, Lederlenkrad, Audiosystem 6000, verchromte Einstiegsleisten, B-Säulen-Dekor, Zentralverriegelung, elektrische Fensterheber, Leichtmetallräder |
| Fun           | 2006      | Klimaanlage, Drehzahlmesser, Audiosystem 2050, verchromte Einstiegsleisten |
| Fun X         | 2006–2007 | Klimaanlage, Drehzahlmesser, Audiosystem 2050, verchromte Einstiegsleisten |
| Futura I      | 2000      | lackierte Stoßfänger, Klimaanlage, Velours-Fußmatten mit KA-Logo, farbiger Schaltknauf, farbige Uhrumrandung und spezielle Sitzpolster, B-Säulen-Dekor, verchromte Einstiegsleisten, Leichtmetallräder |
| Futura II     | 2001–2004 | lackierte Stoßfänger, lackierte Außenspiegel, Klimaanlage, Zentralverriegelung, elektrische Fensterheber, Velours-Fußmatten mit KA-Logo, farbiger Schaltknauf, farbige Uhrumrandung und spezielle Sitzpolster, B-Säulen-Dekor, Verchromte Einstiegsleisten, Leichtmetallräder – ab 2003: 51-kW-Motor, Drehzahlmesser, Antiblockiersystem, elektrische Heckklappenentriegelung |
| K2            | 1998      | Klimaanlage, Audiosystem 6000, Leichtmetallräder mit gelben Radkappen, Abrisskante am Heck („Dachspoiler“), verchromte Auspuffblende, B-Säulen-Dekor und Einstiegsleisten mit K2-Logo, gelbe Tachoscheiben, gelbe Uhrumrandung, gelber Schaltknauf und gelber Handbremsgriff, Gutschein für K2-Inline-Skates und Schutzkleidung, Sonderlackierung India-Gelb |
| K2 Snow       | 1998–1999 | Klimaanlage, Audiosystem 6000, Leichtmetallräder mit blauen Radkappen, Abrisskante am Heck, verchromte Auspuffblende, B-Säulen-Dekor und Einstiegsleisten mit K2-Logo, blauer Schaltknauf und blauer Handbremsgriff, K2-Snowboard, Sonderlackierung (Amalfi Blau Metallic) |
| Ka-ribik      | 2001–2002 | elektrisches Faltdach |
| Kool          | 1997–2000 | Klimaanlage, Leichtmetallräder |
| Lufthansa     | 1997–1998 | 10.000 Meilen im Lufthansa Miles-&-More-Programm, Antiblockiersystem, Beifahrerairbag, Klimaanlage, Audiosystem 6000, Zentralverriegelung, elektr. Fensterheber, Ledersitze im Lufthansa Business Class Design (grau mit gelber Paspelierung), Kopfstützen hinten, Ledertürverkleidungen (grau), Lederlenkrad, Lederschaltknauf, B-Säulen-Dekor im Lufthansa-Edition Design, Leichtmetallräder                                                                                               |
| Pro7          | 1997      | Klimaanlage, Zentralverriegelung, elektr. Fensterheber, Antiblockiersystem, Audiosystem 6000, Ledersitze (schwarz), Lederlenkrad, Lederschaltknauf, B-Säulen-Dekor, Fußmatten im ProSieben-Design, Einstiegsleistendekor, Leichtmetallräder, Schlüsselanhänger in Sterling-Silber |
| Royal         | 2000–2002 | lackierte Stoßfänger, lackierte elektrische Außenspiegel, Antiblockiersystem, Ledersitze (beige), Lederlenkrad, Klimaanlage, verchromte Einstiegsleisten, Leichtmetallräder, farbige Uhrumrandung, Fußmatten im Ka-Royal-Design, silberne Instrumententafel, Auspuffblende, Chrom-Kühlergrill, Audiosystem 5000, Zentralverriegelung mit Fernbedienung, elektrische Fensterheber, elektrische Heckklappenentriegelung, Kofferraumbeleuchtung                                                 |
| Royal         | 2002–2008 | Drehzahlmesser, lackierte Stoßfänger, lackierte elektr. Außenspiegel, Antiblockiersystem, Ledersitze (beige oder schwarz), Lederlenkrad, Klimaanlage, verchromte Einstiegsleisten, Leichtmetallräder, farbige Uhrumrandung, Fußmatten im Ka-Royal-Design, silberne Instrumententafel, verchromte Auspuffblende, chromfarbener Kühlergrill, Audiosystem 6000, Zentralverriegelung mit Fernbedienung, elektrische Fensterheber, elektrische Heckklappenentriegelung, Metallic-Lackierung       |
| SportKa       | 2003–2008 | 70-kW-Motor, Drehzahlmesser, spezielle Front- und Heckschürze, lackierte Außenspiegel, Klimaanlage, Lederlenkrad, Aluminium-Schaltknauf, Sportsitze, Leichtmetallräder mit 195/45R16-Reifen, Dachspoiler, Alarmanlage, Zentralverriegelung mit Fernbedienung, elektrische Fensterheber, elektrische Heckklappenentriegelung, Nebelscheinwerfer, größere Bremsanlage |
| Student       | 2005–2008 | Antiblockiersystem |
| Style         | 2007–2008 | Klimaanlage, Drehzahlmesser, Audiosystem 2050, verchromte Einstiegsleisten |
| Tropika       | 1998–1999 | Elektrisches Schiebe-/Hubdach, Lederlenkrad, Velours-Fußmatten mit Ka-Logo, Lackierung in Kupfer-Rot- oder Electric-Grün-Metallic |
| Viva          | 2003–2004 | Klimaanlage |
| Viva X        | 2004–2006 | Entweder Faltdach und lackierte Stoßfänger oder Klimaanlage, Drehzahlmesser, verchromte Einstiegsleisten |

Weitere Zusatzausstattungen wie beispielsweise das Audiosystem 6000, Zentralverriegelung oder elektrische Fensterheber waren bei diesen Sondermodellen ebenfalls gegen Aufpreis lieferbar.

#### Liste der Sondermodelle in den Niederlanden
| Edition | Jahr | Künstler       | Anzahl | Besonderheiten | Kunstwerk                                       |
| ------- | ---- | -------------- | ------ | --- | ----------------------------------------------- |
| 1.      | 1997 | Milou Hermus   | 750    | |                                                 |
| 2.      | 1998 | Frans Molenaar | 500    | |                                                 |
| 3.      | 1999 | Marthe Rölig   | 1.000  | Klimaanlage, Lederlenkrad, Zentralverriegelung, elektrische Fensterheber, Leichtmetallräder                                                                 |                                                 |
| 4.      | 2000 | Ans Markus     | 1.000  | | Siebdruck                                       |
| 5.      | 2000 | Eugene Brands  | 1.000  | Klimaanlage, Audiosystem 6000, Lederlenkrad, Zentralverriegelung, elektrische Fensterheber, Leichtmetallräder                                               |                                                 |
| 6.      | 2001 | Kees Verkade   | 1.000  | Klimaanlage, Audiosystem 6000, Lederlenkrad, Zentralverriegelung, elektrische Fensterheber, Leichtmetallräder                                               | Lithografie des Gemäldes „Extase“               |
| 7.      | 2002 | Corneille      | 1.000  | Klimaanlage, Audiosystem 6000, Lederlenkrad, Zentralverriegelung mit Fernbedienung, elektrische Fensterheber, Leichtmetallräder                             |                                                 |
| 8.      | 2003 | Jan Cremer     | 1.000  | 51 kW-Motor, Klimaanlage, Lederlenkrad, Zentralverriegelung mit Fernbedienung, elektrische Fensterheber, Leichtmetallräder                                  |                                                 |
| 9.      | 2004 | Clemens Briels | 1.000  | Klimaanlage, Audiosystem 6000, Lederlenkrad, Zentralverriegelung mit Fernbedienung, elektrische Fensterheber, Leichtmetallräder                             | Skulptur                                        |
| 10.     | 2005 | Karel Appel    | 1.000  | 51 kW-Motor, ABS, Klimaanlage, Lederlenkrad, Zentralverriegelung mit Fernbedienung, elektrische Fensterheber, Leichtmetallräder                             | Kunstdruck des Gemäldes „Boomerang of Thoughts“ |
| 11.     | 2006 | Ton Schulten   | 500    | 51 kW-Motor, ABS, Klimaanlage, Lederlenkrad, Zentralverriegelung mit Fernbedienung, elektrische Fensterheber, Leichtmetallräder                             | Siebdruck des Gemäldes „Stad in beweging“       |
| 12.     | 2008 | Patty Harpenau | 200    | Ledersitze (beige), Klimaanlage, Audiosystem 6000, Frontscheibenheizung, Zentralverriegelung mit Fernbedienung, elektrische Fensterheber, Leichtmetallräder | Kunstdruck des Gemäldes „Kaatje“                |

#### Logos der Sondermodelle

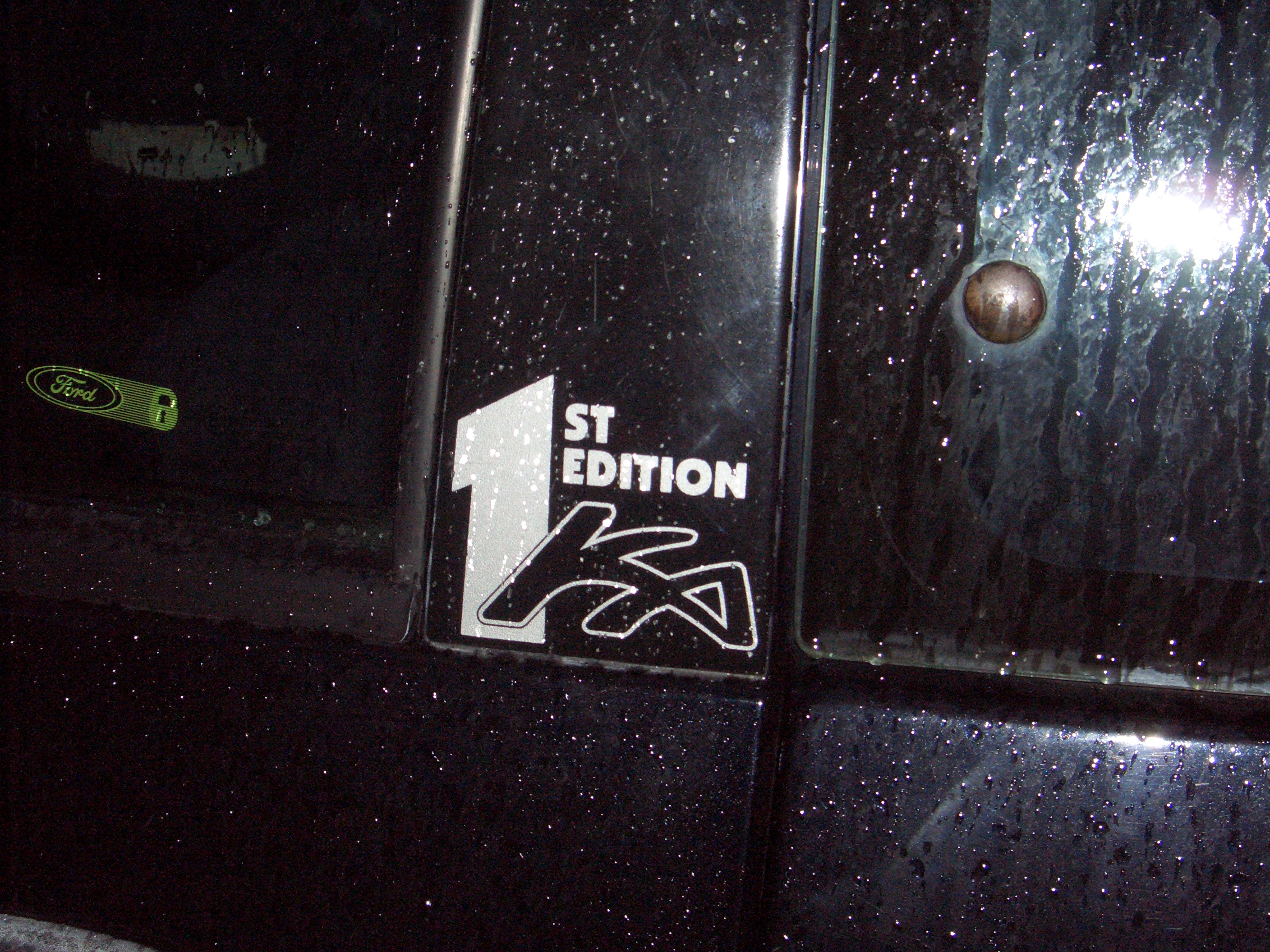
Ka 1st Edition
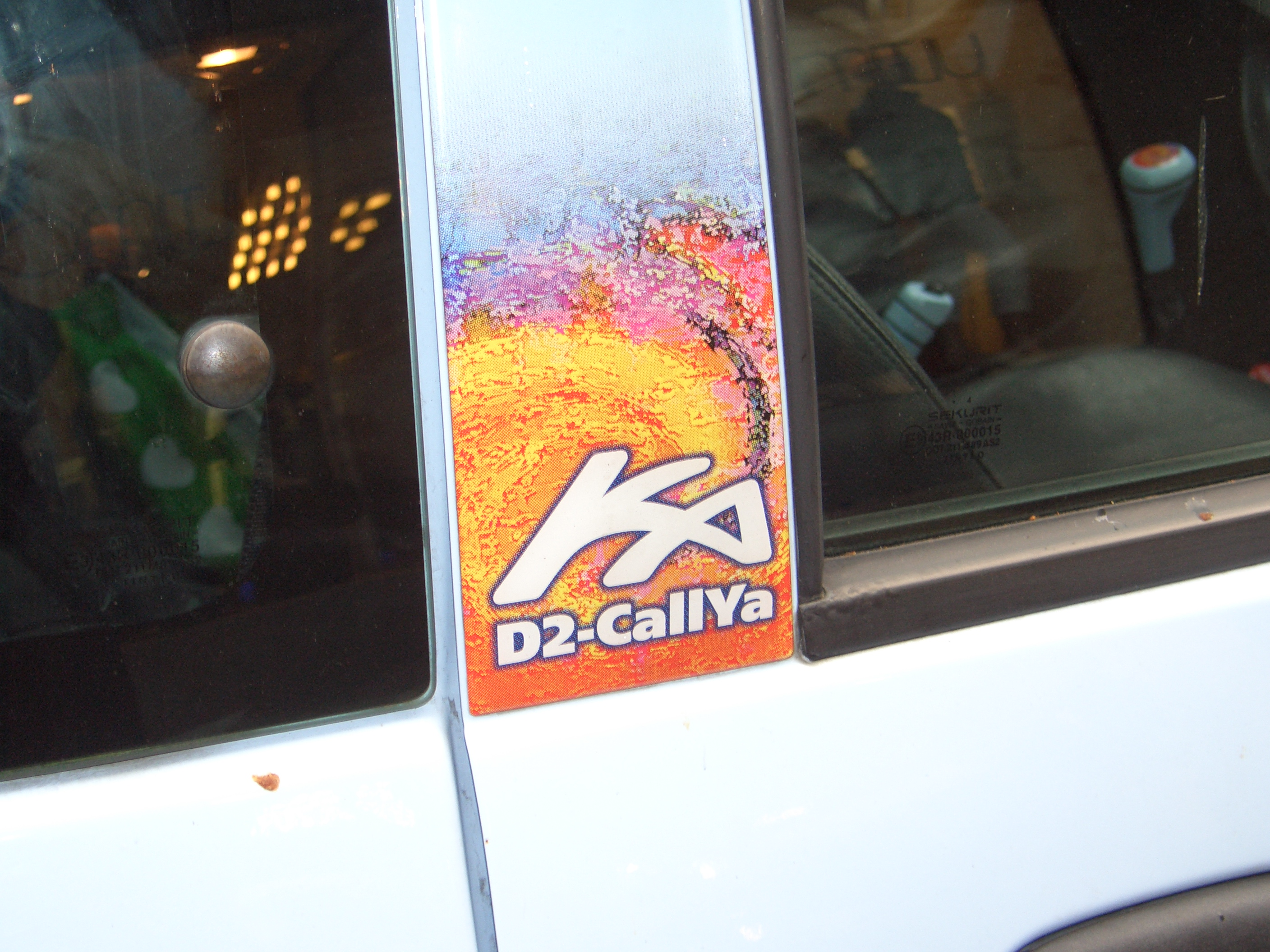
Ka D2 CallYa
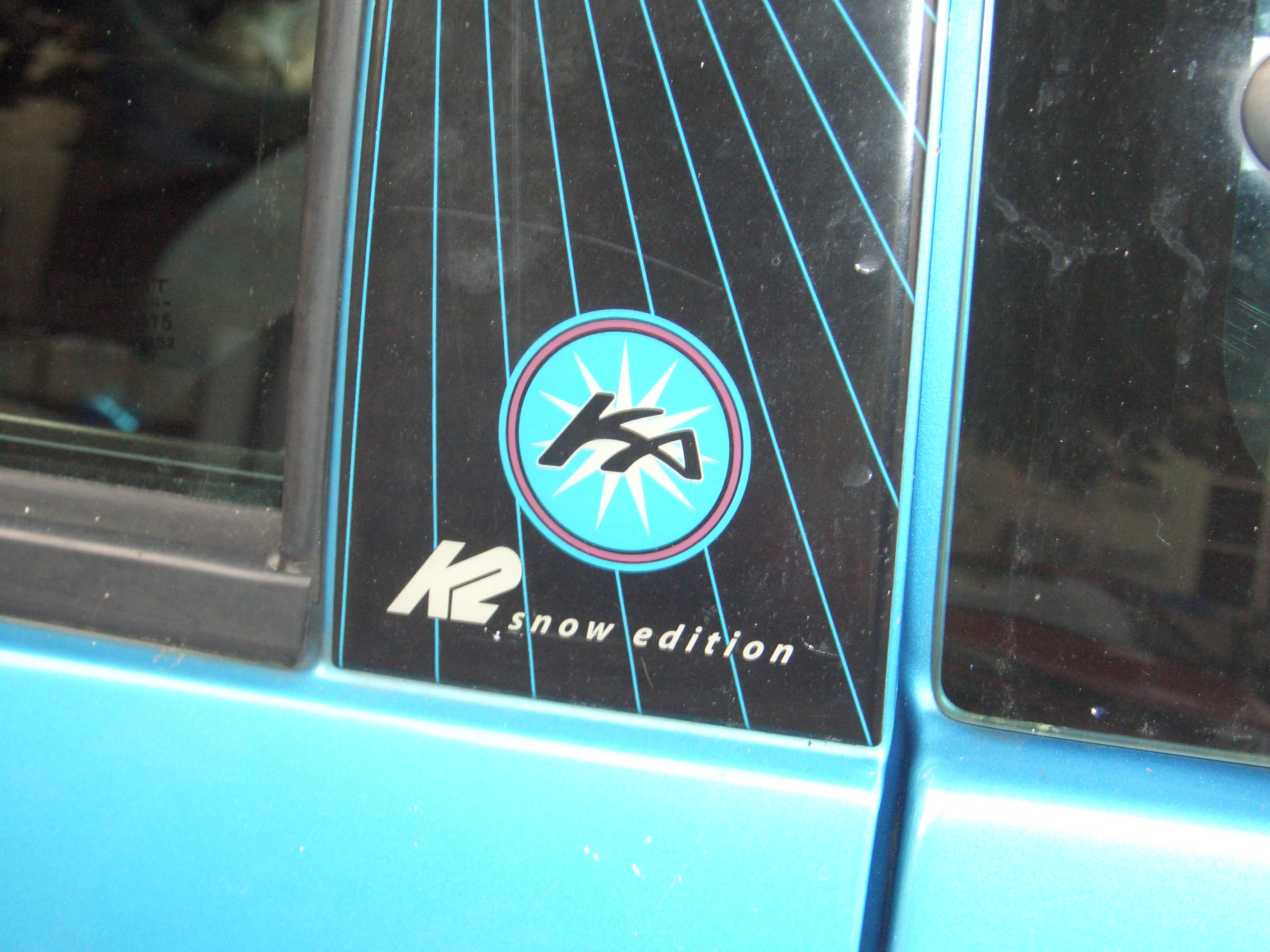
Ka K2 Snow
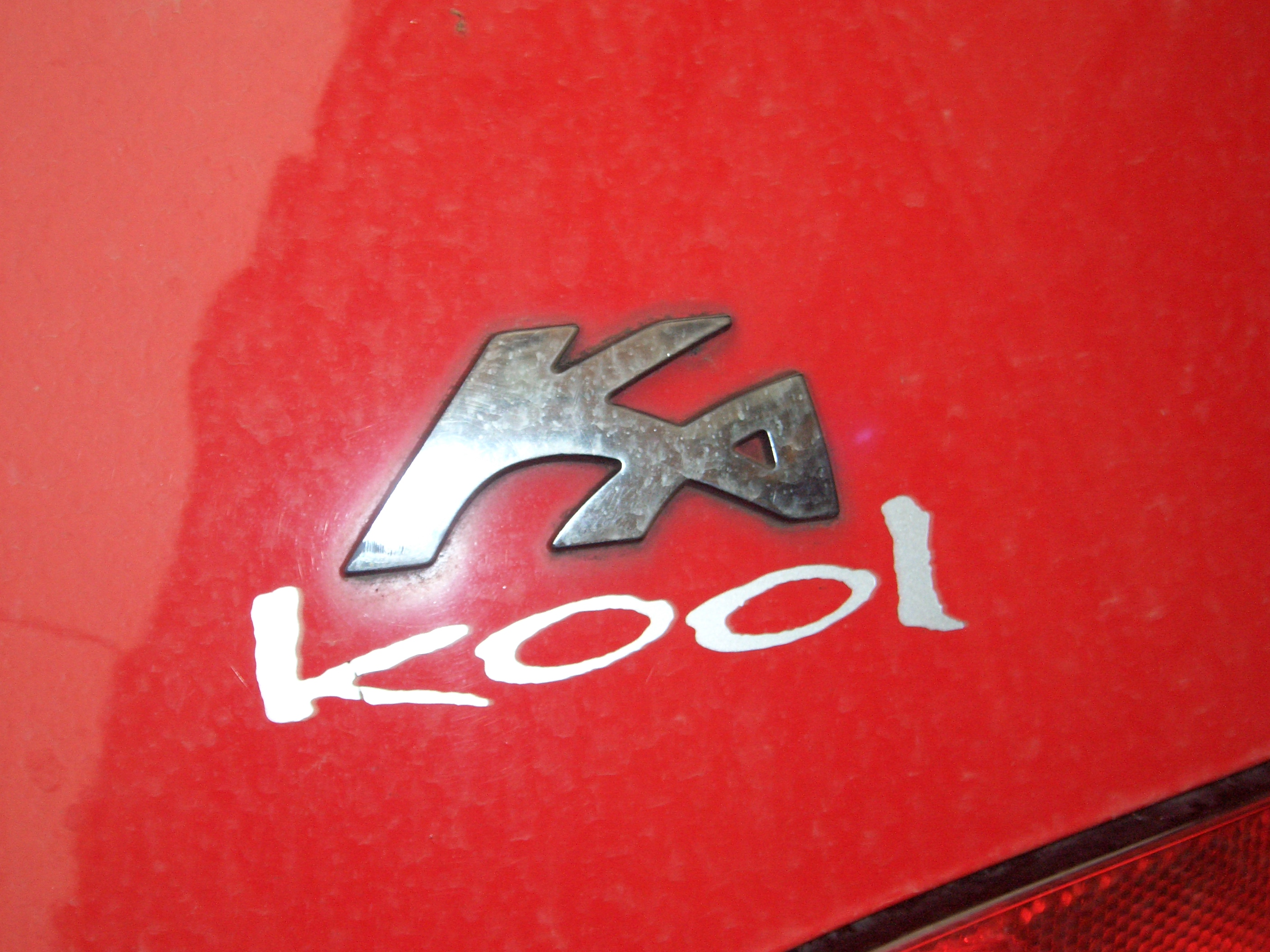
Ka Kool
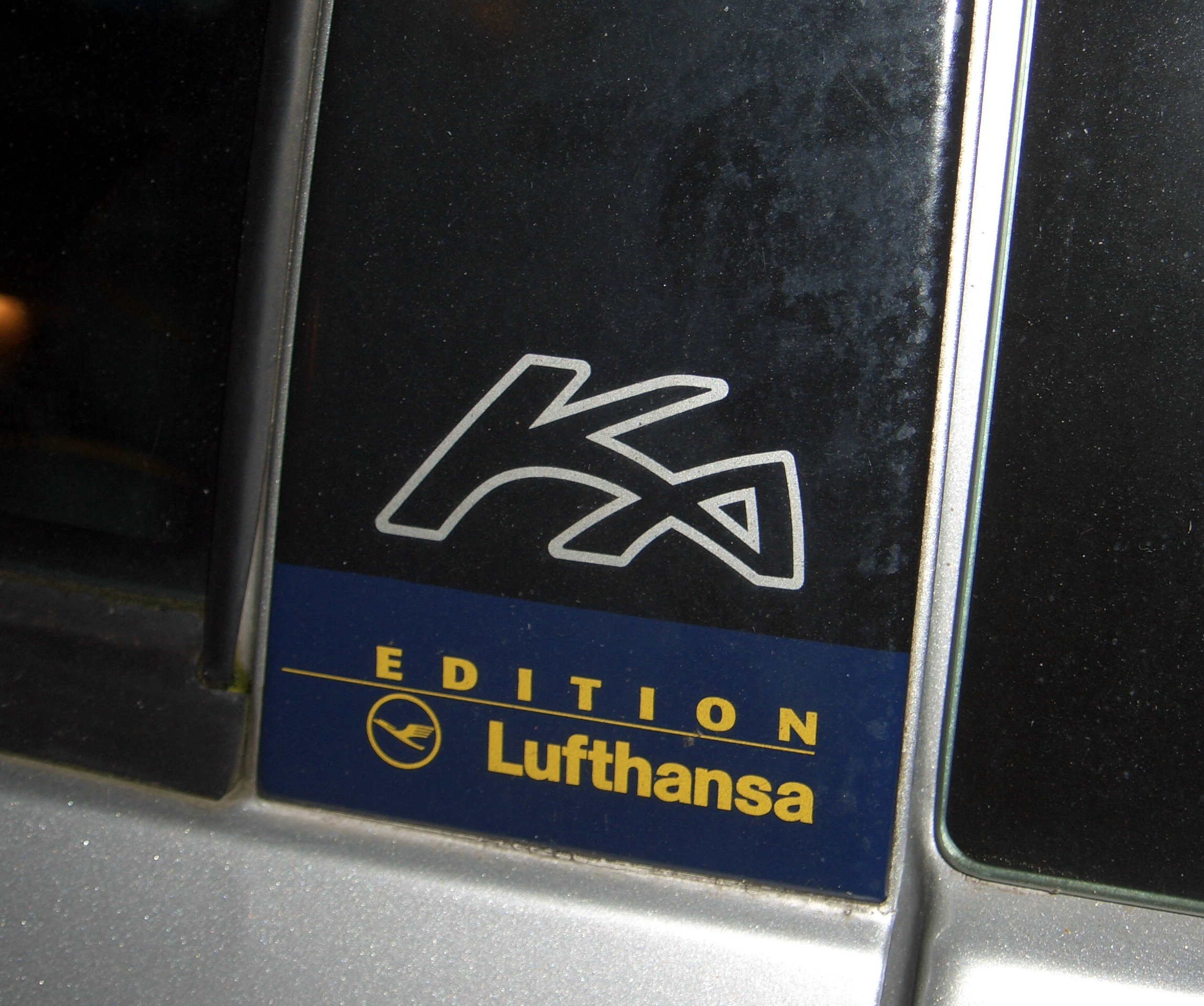
Ka Lufthansa
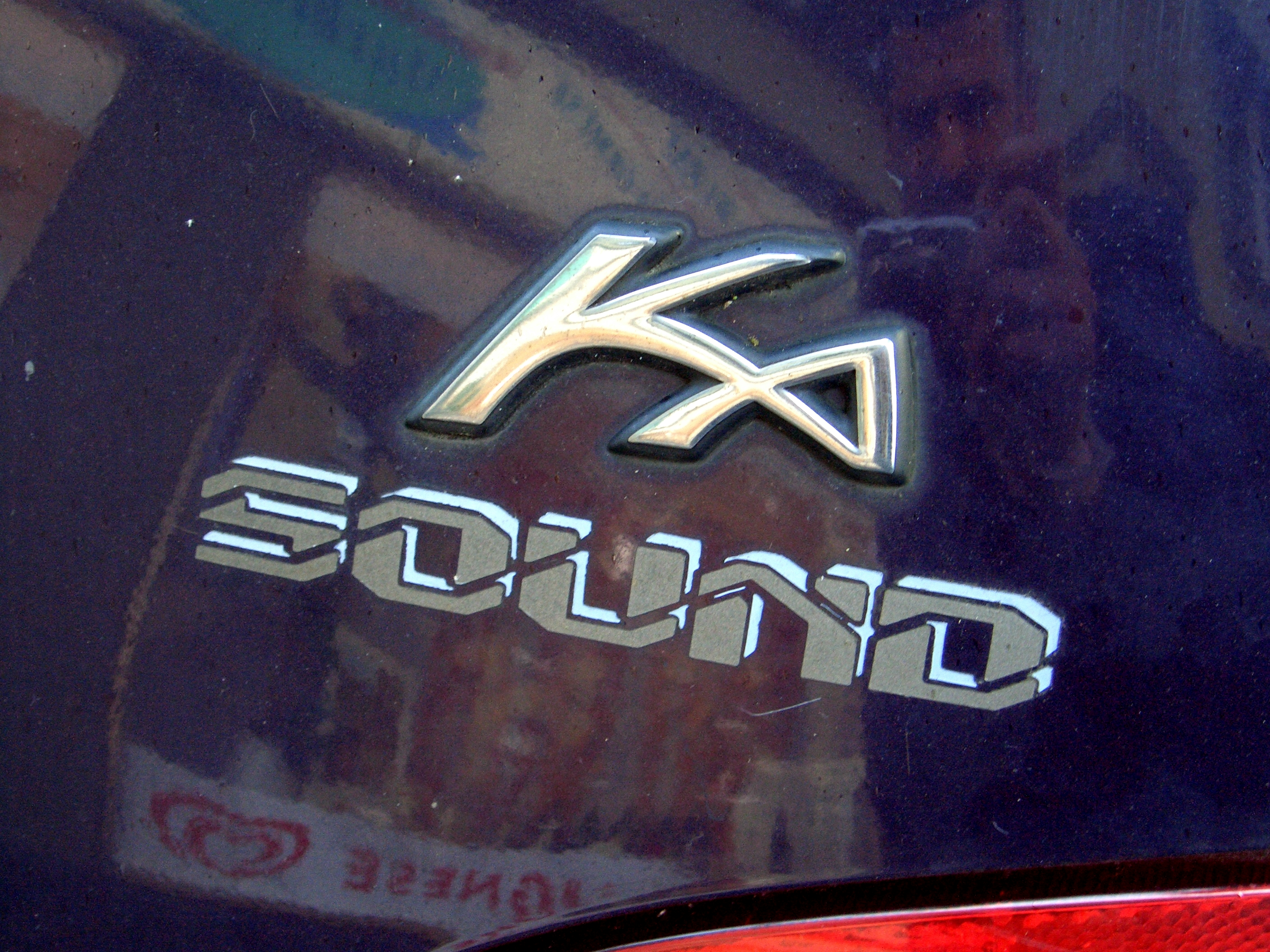
Ka Sound
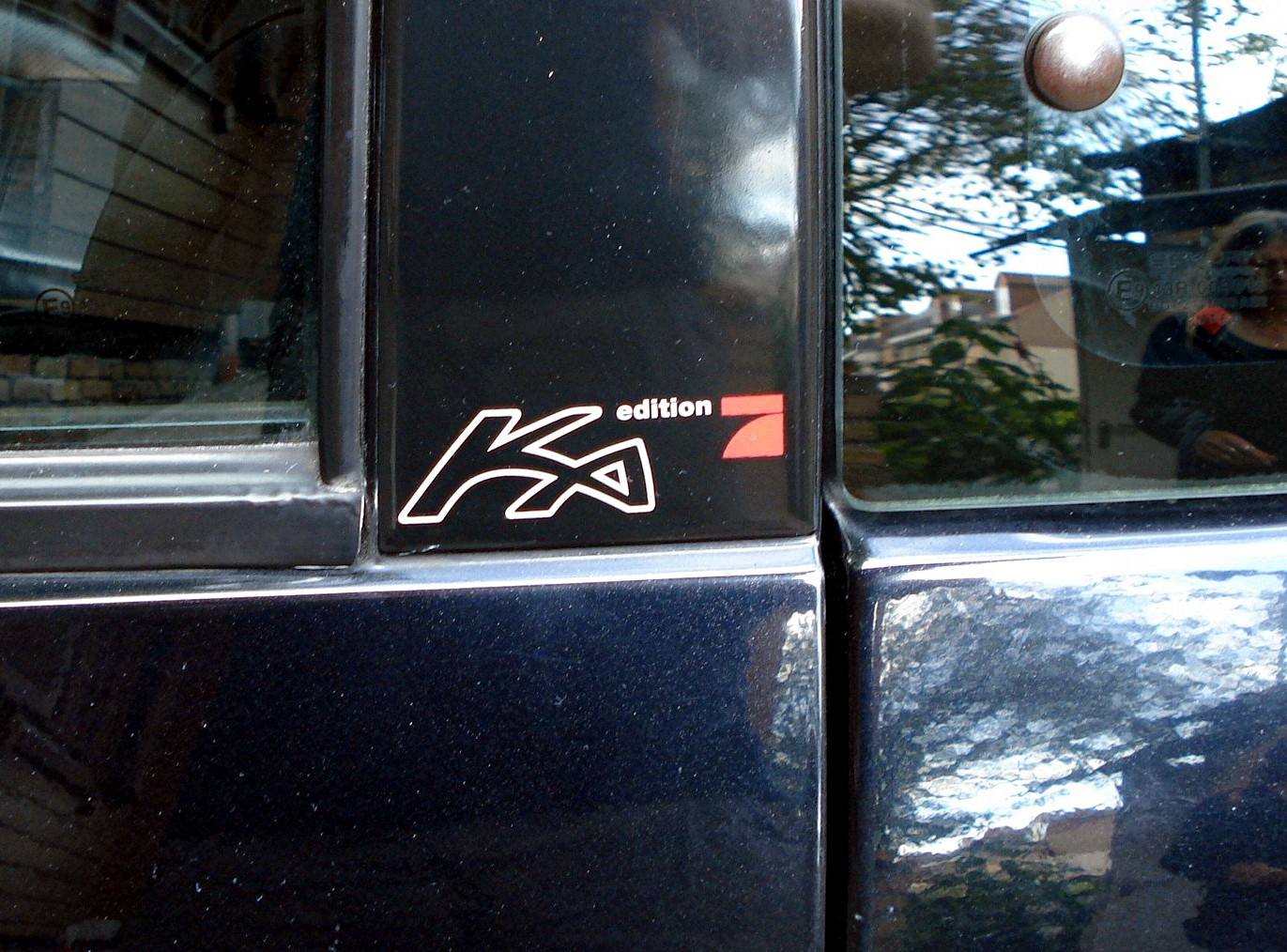
Ka Pro Sieben
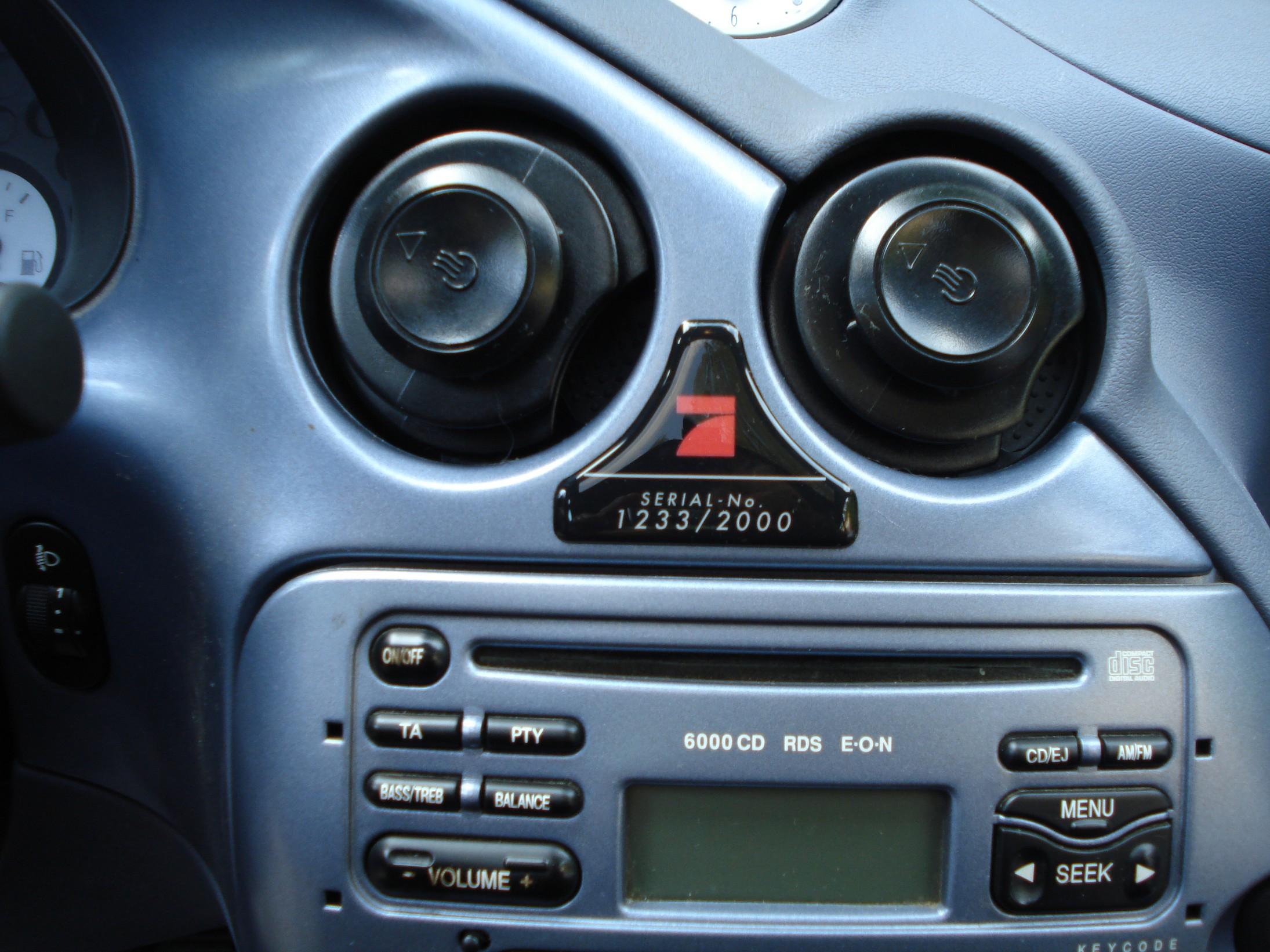
Ka Pro Sieben, Seriennummer
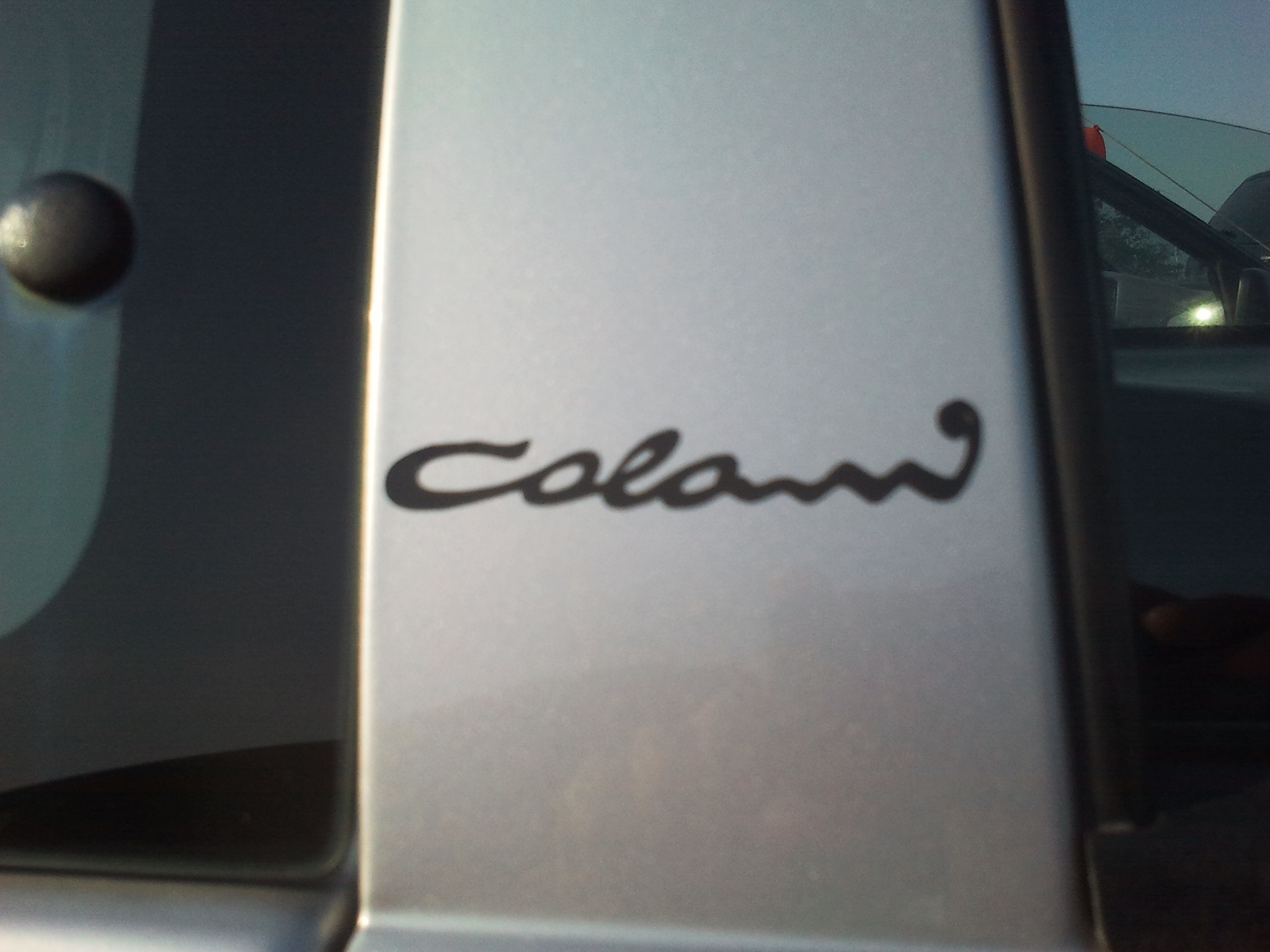
Ka Colani
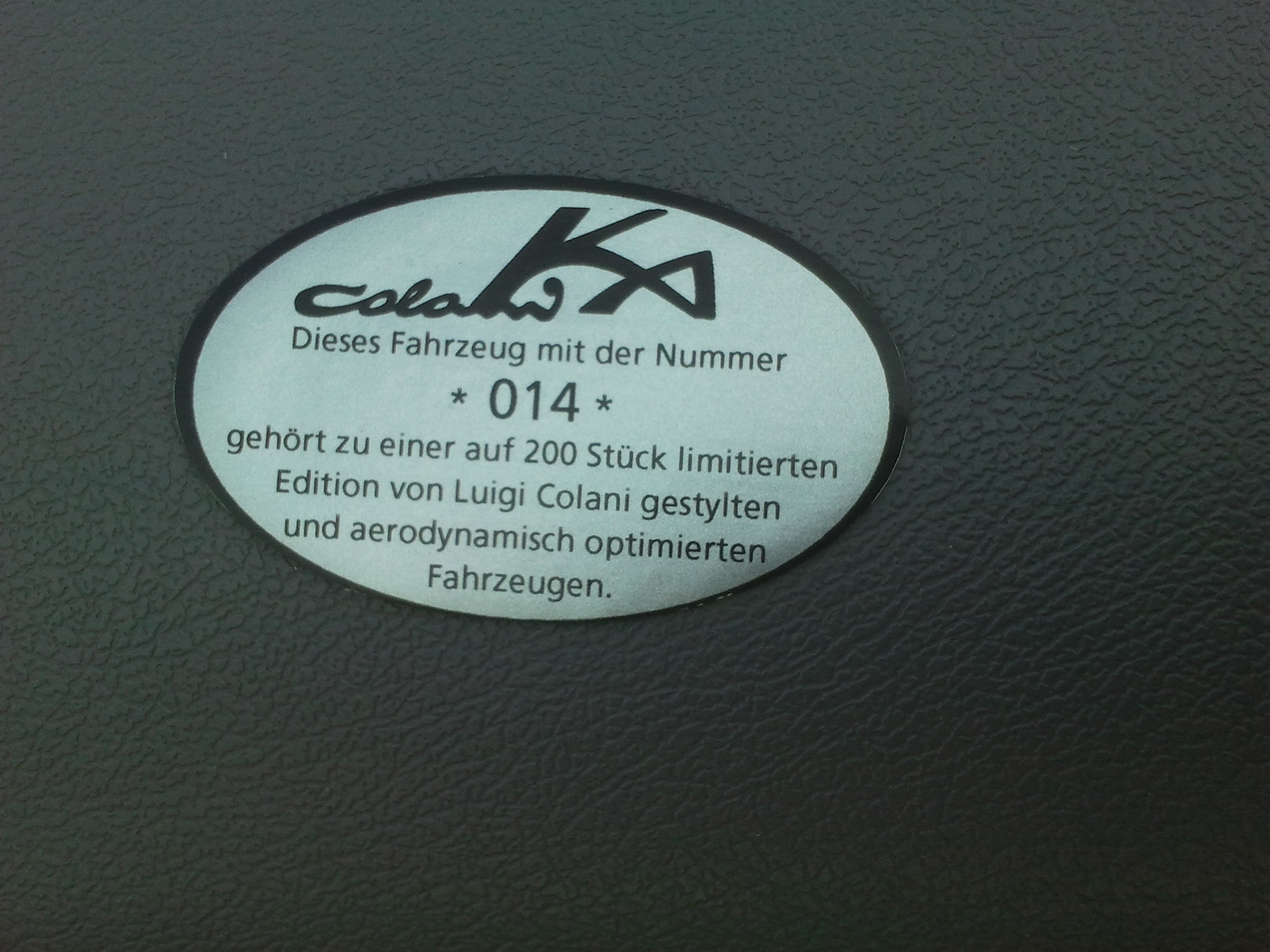
Ka Colani, Plakette mit Seriennummer

### Fahrzeugstudien und Prototypen
Neben den eigentlichen Sondermodellen gab es noch Studien und Prototypen auf Basis des Ka.

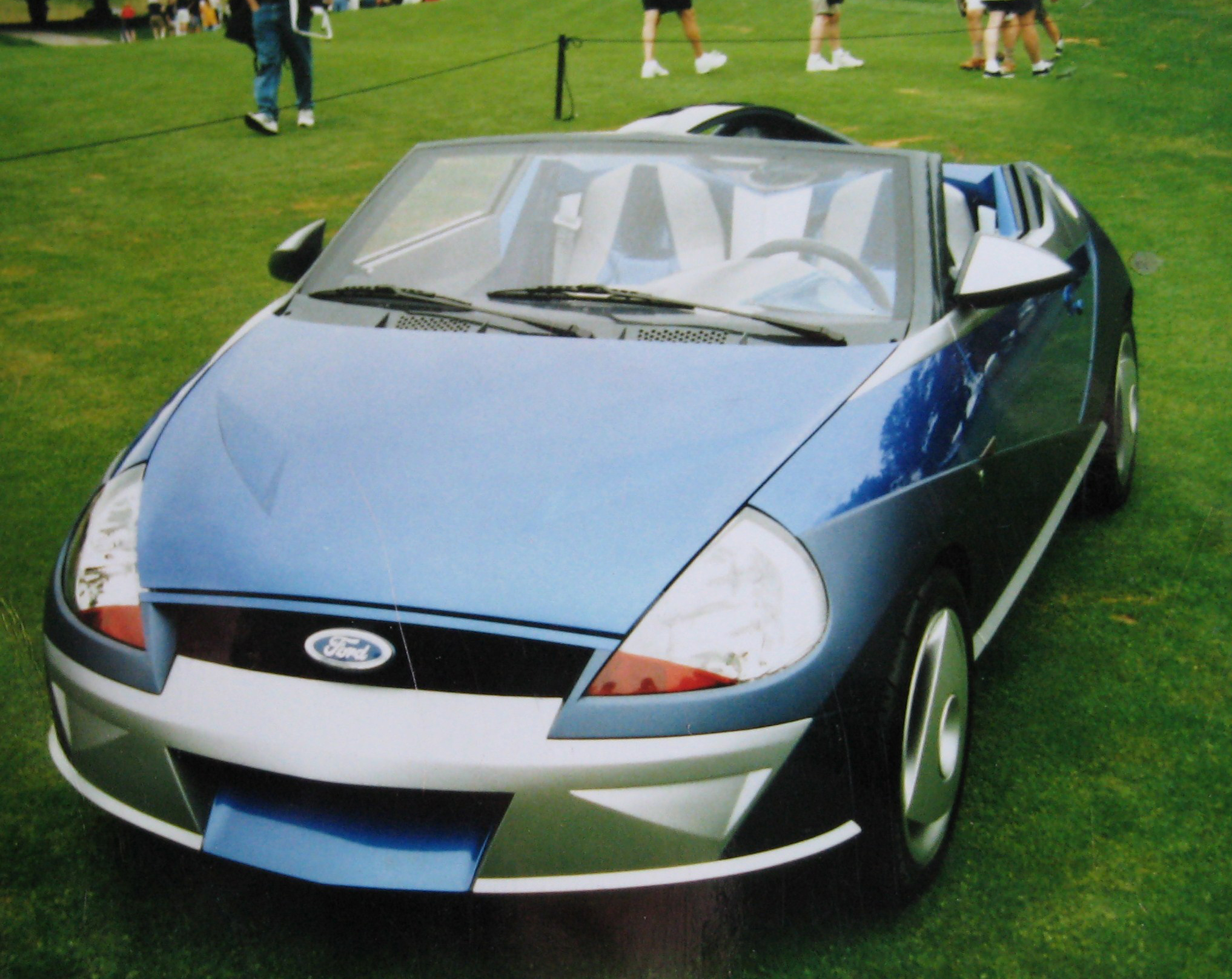
Ford Saetta

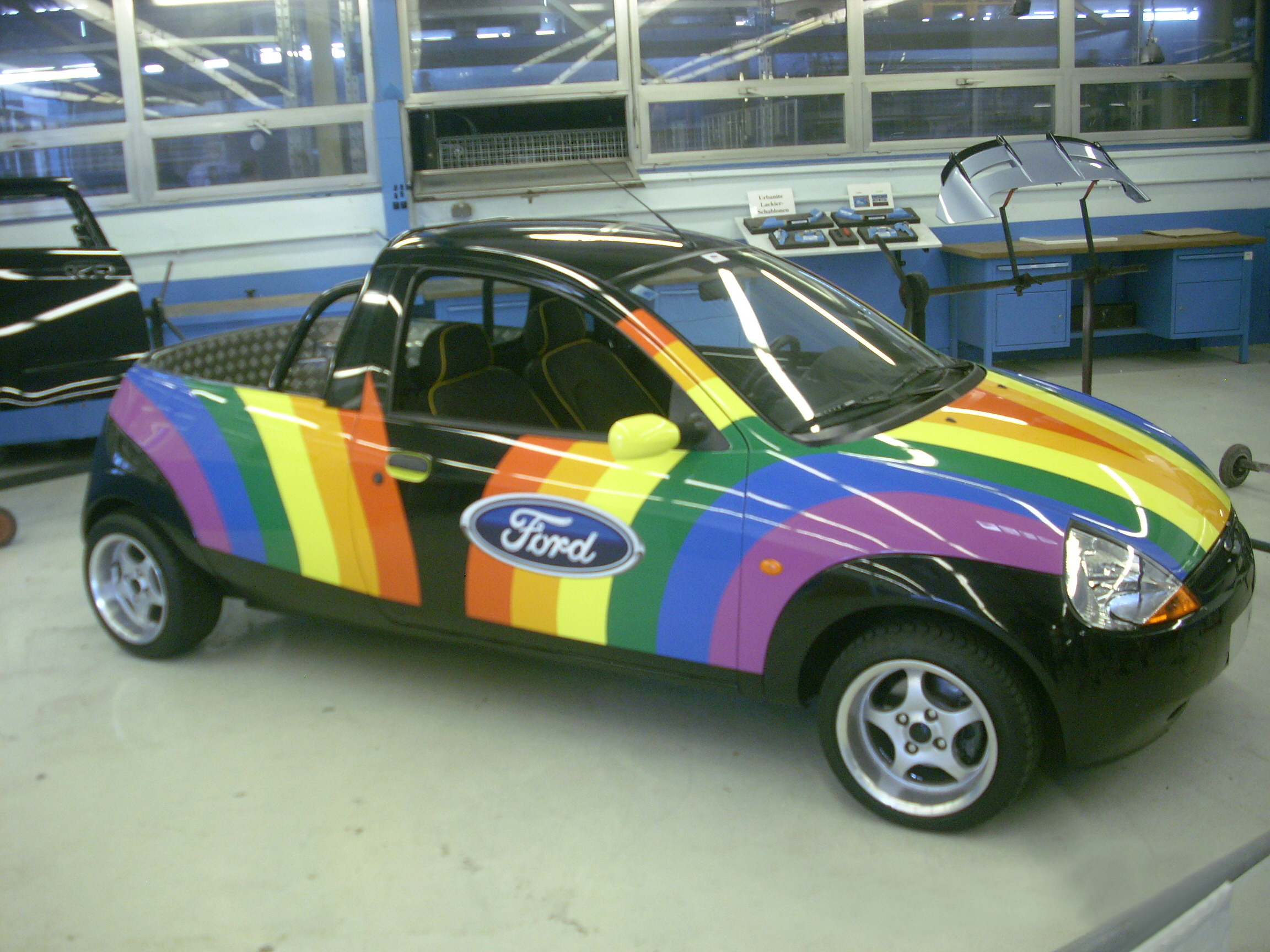
Ford Ka Pickup

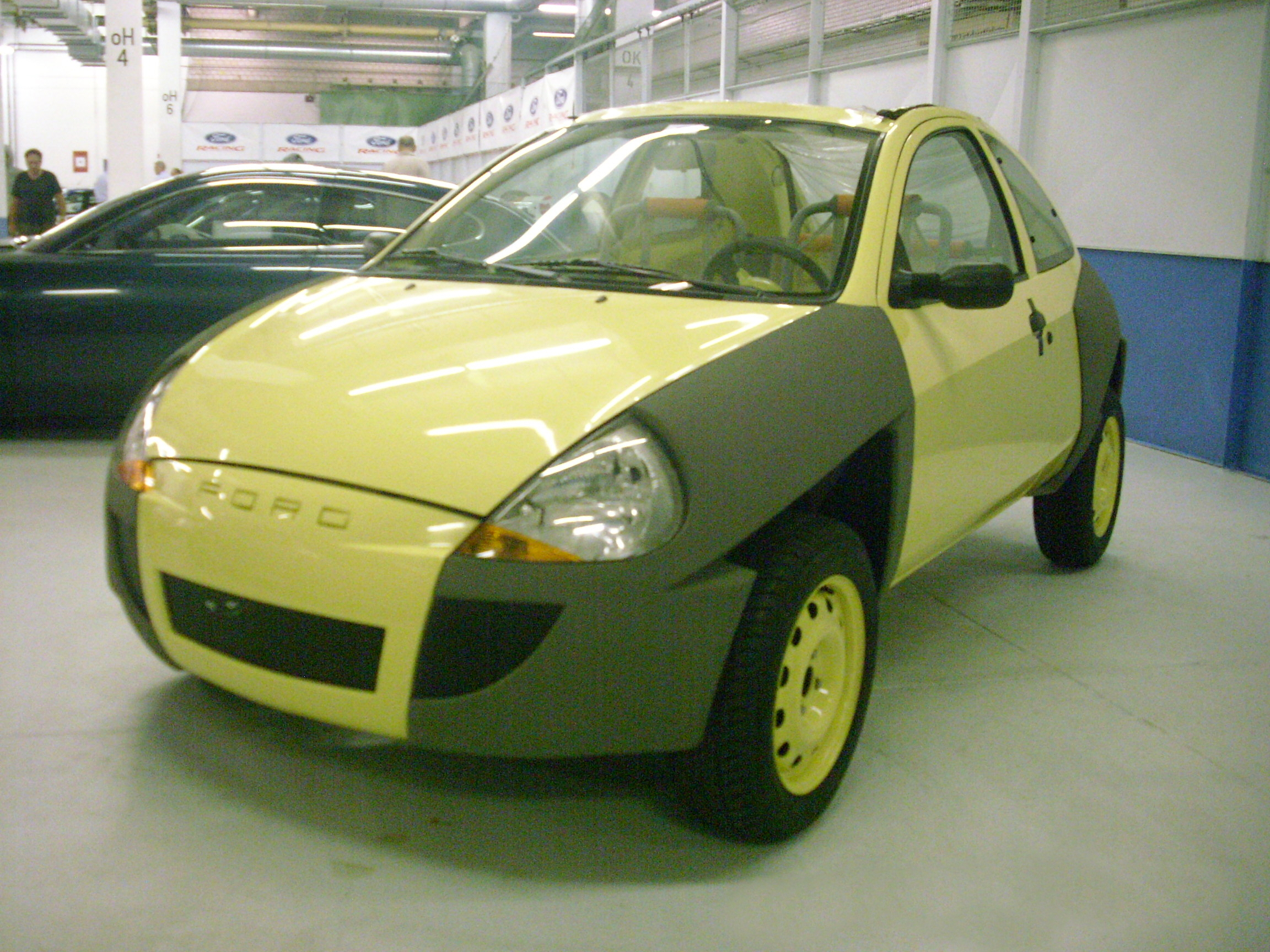
Ford Motion Ka

Saetta: Im Frühjahr 1995, noch vor der Markteinführung des Ford Ka, entwickelte Ghia diesen Prototyp, einen zweisitzigen Roadster, der sich design-technisch an den Ka anlehnt und später Grundlage für die Entwicklung des Ford Streetka werden sollte.
Step 1: 1997 wurde auf der London Motor Show der Prototyp eines Dreiliterautos auf Basis des Ka vorgestellt, der von einem 1,3-Liter-Dieselmotor mit Direkteinspritzung angetrieben wurde und 3,1 Liter auf 100 Kilometer verbrauchte. Neben einer deutlich verbesserten Aerodynamik wurde dies durch rollwiderstandsarme Reifen und Gewichtsreduktion um 25 Prozent auf nunmehr 610 kg erreicht.
Ford Ka Pickup: 1997 entstand im Prototypen-Rohbau des Kölner Ford-Werkes eine Pick-up-Version des Ka ohne Straßenzulassung, die später, in Schwarz und Regenbogenfarben lackiert, mehrere Jahre beim Kölner Christopher Street Day, der Cologne Pride, von der Mitarbeiter-Gruppe Ford GLOBE (Gay, Lesbian Or Bi-Sexual Employees) für den Straßenumzug genutzt wurde.
Turing Ka: Auf dem Turiner Autosalon 1998 zeigte Ghia diese Studie, ein sportlicher, viertüriger Kleinstwagen auf Basis des Ka. In Zink-Gelb und Titan-Grau gehalten, war er fast 43 cm länger als der Ka. Er war mit 17-Zoll-Leichtmetallräder, Scheibenbremsen vorne und hinten, einem integrierten Dachgepäckträger sowie dem im Ford Puma verbauten 1,7-Liter-Motor mit 92 kW ausgestattet. Besonders edel der Innenraum: In Dunkelblau gehalten, mit braunem Pekari-Leder und vier Veloursschalensitzen. Mit einem maßgeschneiderten Kofferset war eine optimale Raumausnutzung des Kofferraums gewährleistet.
Streetka: 2000 als Studie vorgestellt, wurde dieses Cabrio auf der technischen Basis des Ka von 2003 bis 2005 produziert. Es handelte sich jedoch um ein komplett eigenständiges Modell, die Motorisierung war identisch mit der des Sportka. 
e-Ka: Im Jahr 2000 präsentierte Ford diesen 65 kW starken, elektro-betriebenen Prototypen, der gemeinsam mit dem französischen Batterie-Hersteller SAFT entwickelt wurde. Durch Verwendung von Aluminium bei Hinterachse und Bremsen, sowie des Verbundstoffes Hylite, aus dem Motorhaube und Dach bestehen, konnte das Gewicht des Wagens um 45 kg verringert werden. Mit Hilfe eines Lithium-Ionen-Akkumulators betrug die Reichweite maximal 150 km.
CNG-Ka: Ford stellte Anfang 2001 zunächst ein erdgasbetriebenes Versuchsfahrzeug vor. Ab Juli 2001 wurde beim Kauf eines neuen Kas die Umrüstung auf bivalenten Erdgasbetrieb mit einem 75 Liter fassenden Gas-Tank im Kofferraum für 5.580 Mark (etwa 2.853 Euro, heute etwa 4.413 Euro) angeboten. Mit der Umstellung auf Duratec-Motoren wurde dieses Angebot eingestellt, da diese Motoren zur Umrüstung nicht geeignet waren.
Motion Ka: Ford hatte drei deutschen Hochschulen einen Ford Ka zur Verfügung gestellt, der nach einem eigenen Konzept umgestaltet werden sollte. Im September 2001 stellten sieben Studenten der Universität Essen den zu einem Freizeit- und Strandmobil umgebauten Wagen vor. Das Fahrzeug wurde höher gelegt, außerdem wurden Kotflügel, Heck- und Frontpartie verändert, um einen Offroad-Charakter und eine dynamische Seitenlinie zu vermitteln. Der Wagen konnte mit einem Wasserschlauch gereinigt werden, da im Innenraum sämtliche Bodenvertiefungen und Kanten entfernt wurden. Die Vordersitze konnten auch als Strandstuhl, die Rücksitzbank als Hängematte oder Gepäcknetz verwendet werden. In der Mittelkonsole war ein Multifunktionsdisplay integriert, das als Tachometer diente, herausnehmbar war und als Game Boy benutzt werden konnte.

### Auszeichnungen
Der Ka erhielt, hauptsächlich durch das auffällige Design, zahlreiche internationale Auszeichnungen.
- Die britische Zeitung Sunday Telegraph wählte den Ka zum Favourite car of 1996.
- Das britische Automagazin Autocar nominierte den Ka zum Best car of the year 1996.
- Die kroatische Automobilgesellschaft verlieh dem Ka 1996 ihre höchste Designauszeichnung.
- Das italienische Automagazin Automobilia wählte den Ka 1996 zum Schönsten Auto der Welt.
- Die Bild am Sonntag verlieh dem Ka 1996 Das Goldene Lenkrad.
- Der Ka erhielt den Designerpreis des Landes Nordrhein-Westfalen 1997 Ehrenpreis für Produktdesign.
- 1997 erhielt der Ka in den USA einen Designpreis für Das beste Design in der Automobilsparte.
- Der Ka erhielt 1997 den Europäischen Preis für Automobildesign.
- Das japanische Car Styling Magazine verlieh dem Ka 1997 ihren höchsten Designpreis, den Golden Marker. Die Jury sieht im Ka „Die Verkörperung des Designs der Zukunft“.
- Die Auto Zeitung kürte den Ka zum Besten Stadtauto 1997.
- Das britische Automagazin What Car? wählte den Ka von 1997 bis 2002 sechsmal in Folge zum Wirtschaftlichsten Fahrzeug in Großbritannien.
- Das amerikanische Automagazin AutoWeek verlieh dem Ka 1997 den Titel Best car of the year.
- Das britische Magazin Autocar wählte den Ka zum Besten Kleinwagen 1999.
- Das britische Automagazin What Car? wählte den Ka zum Besten Stadtauto 1999, „Praktisch, einfach, mit Spaß zu fahren und einfallsreichen Stauraumlösungen ausgestattet“.

### Preisentwicklung
Bei seiner Markteinführung in Deutschland lag der Grundpreis für das 44 kW-Modell bei 18.150 DM (rund 9.280 Euro, heute etwa 15.370 Euro), das bis 1998 erhältliche 37 kW-Modell kostete 16.750 DM (rund 8.564 Euro, heute etwa 14.190 Euro). Obwohl die Ausstattung seitdem deutlich umfangreicher wurde, blieben die Preise weitestgehend identisch, das Grundmodell kostete in Deutschland 2006 9.300 Euro (heute etwa 13.390 Euro) und ab 2007 wegen der Mehrwertsteuererhöhung 9.600 Euro (heute etwa 13.510 Euro).
Im Januar 2005 wurde mit dem Ka Student ein preisreduziertes Sondermodell für 7.990 Euro (heute etwa 11.690 Euro) eingeführt, das ab 2007 8.190 Euro (heute etwa 11.530 Euro) kostete.

### Sonstiges
Der Ka verfügte entgegen gängigen Standards aus Kostengründen nicht über eine vollverzinkte Karosserie, daher gab Ford lediglich sechs Jahre Garantie gegen Durchrosten von Karosserieteilen, bei den meisten anderen aktuellen Ford-Modellen waren dies zwölf Jahre.
Seit September 2006 verfügte der Ka über das von der TÜV-Rheinland-Gruppe vergebene Label Allergie getesteter Innenraum.
Ein Ford Ka der Baujahres 2001 konnte in den Rennspielen Gran Turismo 4 und 5 gefahren werden.
Bei der im Frühjahr 2008 diskutierten, deutschlandweit flächendeckenden Einführung von E10-Kraftstoff wurde der Ford Ka als größtes Opfer dieser Regelung bezeichnet. Er war das in Deutschland mit Abstand weitestverbreitete Fahrzeugmodell, für das zu diesem Zeitpunkt der Fahrzeughersteller E10-Kraftstoff nicht freigegeben hatte. Dies wurde von Ford später revidiert, dem Ka wurde die Freigabe für E10-Kraftstoff erteilt. Jedoch setzte das Bundesministerium für Umwelt, Naturschutz und Reaktorsicherheit die Verordnung zur Einführung von E10 kurz darauf aus.

## Ka (Typ RU8, 2008–2016)

### Allgemeines
Ab dem 14. Februar 2009 war in Deutschland die zweite Modellgeneration des Ford Ka erhältlich, die gemeinsam mit Fiat auf Basis des Panda entwickelt wurde.
Im September 2005 gaben Ford und Fiat bekannt, ein Memorandum of Understanding zur gemeinsamen Entwicklung eines Kleinstwagen unterzeichnet zu haben. Bereits seit Oktober 2007 bot Fiat in Deutschland den aus dieser Kooperation entstandenen Fiat 500 im Retro-Design an. Beide Fahrzeuge, sowohl der Fiat 500 als auch der Ford Ka, wurden im Fiat-Werk in Tychy (Polen) produziert. Jährlich wurden von beiden Modellen jeweils 120.000 Exemplare hergestellt, das Werk wurde hierzu eigens ausgebaut.
In Österreich fand die Markteinführung des Ka bereits am 19. Januar 2009 statt.
Fotos von getarnten Erlkönigen wurden bereits Ende 2007 in der Fachpresse veröffentlicht. Offiziell vorgestellt wurde die Modellgeneration jedoch erst im Oktober 2008.

### Design
Der Ka hat trotz gleicher Plattform starke stilistische Unterschiede zum Fiat 500. Das Designer-Team um Martin Smith gestaltete die Außenhaut des Ka im Kinetic-Design und orientierte sich an aktuellen Modellen des Mondeo, Focus und Fiesta, ganz im Gegensatz zum Retro-Look des Fiat 500. Auch der Innenraum wurde modern gestaltet.

### Technik

#### Allgemein
| Sonstige Messwerte                        |                  |
| CO2-Emission:                             | 109–119 g/km     |
| Kraftstoffverbrauch kombiniert (EG-Norm): | 4,1–5,1 l/100 km |
| Sterne im Euro-NCAP-Crashtest             |                  |

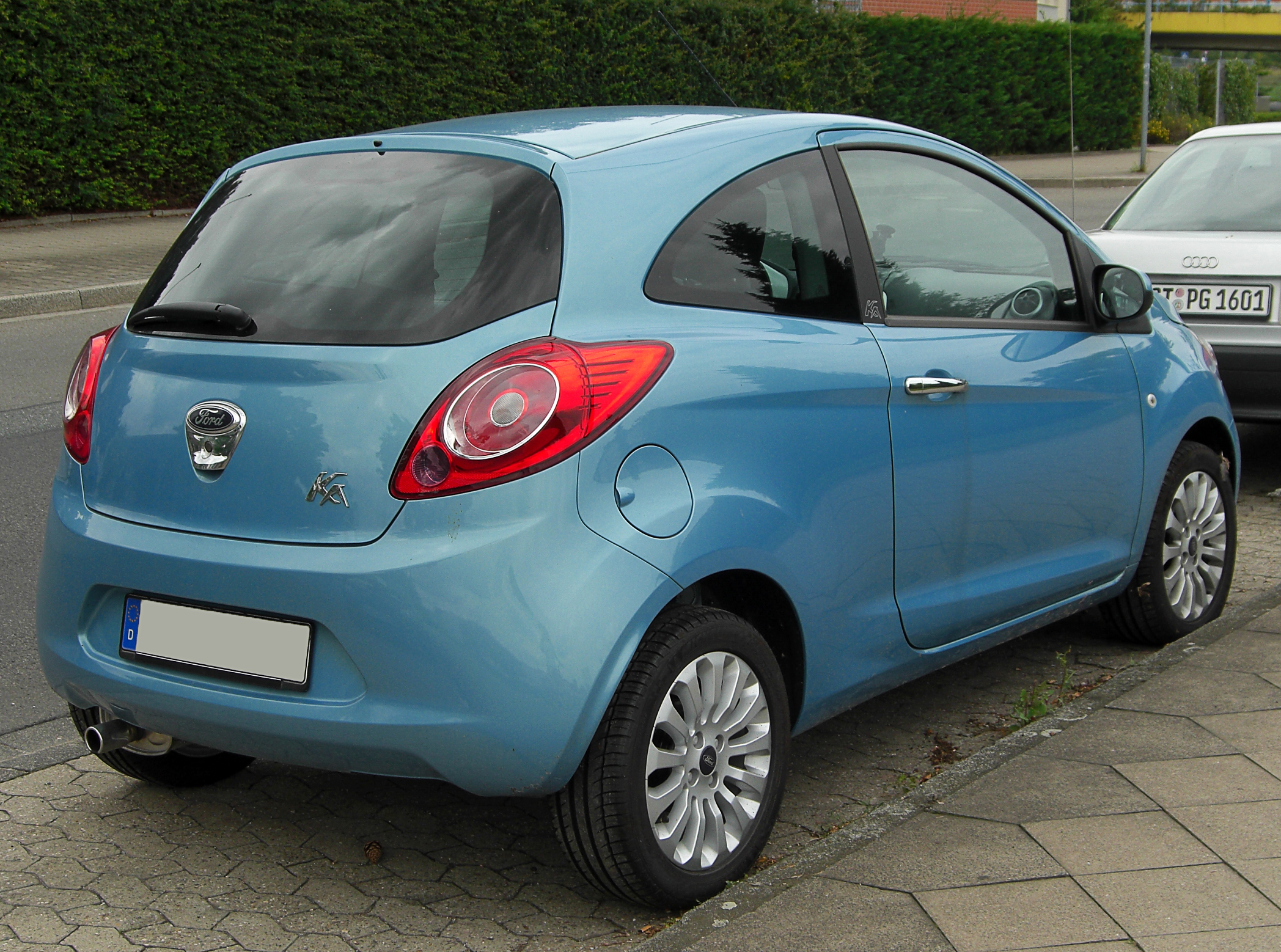
Heckansicht

Der Ka besitzt eine andere Fahrwerksabstimmung als der Fiat 500 (2007), die Torsionssteifigkeit der Stabilisatoren wurde an der Vorderachse um 20 Prozent und an der Hinterachse um 70 Prozent erhöht. Daraus resultierten geringere Wankbewegungen des Fahrzeugs, was eine deutlich komfortablere Stoßdämpfereinstellung ermöglichte. Auch die elektrische Servolenkung (EPAS) wurde deutlich überarbeitet.
Die beim Ka verwendeten Motoren sind identisch mit denen des Fiats – ein Reihenvierzylinder-Ottomotor (Fiat FIRE-Motor) mit 1,2 Liter Hubraum (51 kW) sowie ein 1,2-Liter-Dieselmotor mit Rußpartikelfilter (55 kW), der gemeinsam mit Fiat Powertrain Technologies entwickelt wurde und u. a. bereits den Opel Corsa C antrieb. Beide Motoren erreichen die Abgasnorm EURO 4. Die Ausführung mit Dieselmotor hat mit innenbelüfteten Bremsscheiben ein verbessertes Bremssystem an der Vorderachse. An der Hinterachse sind bei allen Modellen Trommelbremsen. Der Dieselmotor wurde ungeachtet seines Hubraums als 1.3 TDCI bezeichnet.
Seit November 2010 war der Ford Ka serienmäßig mit Start-Stopp-System und einer Schaltempfehlungsanzeige ausgerüstet, außerdem erreichten beide Motoren nun die Abgasnorm EURO 5. Ende 2013 wurde der Dieselmotor aus dem Programm genommen.

#### Motorisierungen
Folgende Motorisierungen waren beim Ka erhältlich.
| Benziner          | Benziner | Benziner | Benziner                   | Benziner                 | Benziner              | Benziner | Benziner            | Benziner    | Benziner  | Benziner                                       |
| Bezeichnung       | Hubraum  | Zylinder | Leistung                   | max. Drehmoment          | Höchstgeschwindigkeit | 0–100    | Kraftstoffverbrauch | CO2-Ausstoß | Abgasnorm | Sonstiges                                      |
| ----------------- | -------- | -------- | -------------------------- | ------------------------ | --------------------- | -------- | ------------------- | ----------- | --------- | ---------------------------------------------- |
| Duratec 1.2       | 1242 cm³ | R4 (8V)  | 51 kW (69 PS) bei 5500/min | 102 Nm bei 3000/min      | 159 km/h              | 13,1 s   | 5,1 Liter/100 km    | 119 g/km    | EURO 4    | 08/2008 bis 10/2010                            |
| Duratec 1.2       | 1242 cm³ | R4 (8V)  | 51 kW (69 PS) bei 5500/min | 102 Nm bei 3000/min      | 159 km/h              | 13,4 s   | 4,9 Liter/100 km    | 115 g/km    | EURO 6    | 11/2010 bis 05/2016, mit Start-Stopp-Automatik |
| Diesel            |          |          |                            |                          |                       |          |                     |             |           |                                                |
| Bezeichnung       | Hubraum  | Zylinder | Leistung                   | max. Drehmoment          | Höchstgeschwindigkeit | 0–100    | Kraftstoffverbrauch | CO2-Ausstoß | Abgasnorm | Sonstiges                                      |
| Duratorq TDCi 1.3 | 1248 cm³ | R4 (16V) | 55 kW (75 PS) bei 4000/min | 145 Nm bei 1500–3500/min | 161 km/h              | 13,1 s   | 4,2 Liter/100 km    | 112 g/km    | EURO 4    | 08/2008 bis 10/2010                            |
| Duratorq TDCi 1.3 | 1248 cm³ | R4 (16V) | 55 kW (75 PS) bei 4000/min | 145 Nm bei 1500–3500/min | 160 km/h              | 13,6 s   | 4,1 Liter/100 km    | 109 g/km    | EURO 5    | 11/2010 bis 12/2013, mit Start-Stopp-Automatik |

### Ausstattungsvarianten
Erhältlich war der Ka bei seiner Markteinführung in Deutschland in zwei verschiedenen Ausstattungsvarianten. In der Basisversion Trend hatte das Fahrzeug unter anderem vier Airbags, Antiblockiersystem mit elektronischer Bremskraftverteilung (EBD, Electronic Brakeforce Distribution), elektrische Servolenkung, Bordcomputer, Drehzahlmesser und Reifen der Größe 175/65 R 14. Lenksäule und Fahrersitz waren höhenverstellbar; die Rücksitzlehne war 50/50 geteilt. Ab dem Modelljahr 2010 enthielt das Modell Trend zusätzlich elektrische Fensterheber, Zentralverriegelung mit Funkfernbedienung und elektrisch verstell- und beheizbare Außenspiegel.
In Österreich und der Schweiz hieß das Basismodell Ambiente, das in Österreich serienmäßig keine geteilte Rücksitzlehne und keine Seitenairbags hatte. Zusätzlich wurde in Österreich im Januar 2011 das Modell Trend eingeführt, die Ausstattung war identisch mit der des gleichnamigen Modells in Deutschland.
Die umfangreichere Titanium-Ausstattung bot neben äußerlichen Aufwertungen unter anderem mit Reifen der Größe 195/50 R 15 eine Zentralverriegelung mit Funkfernbedienung, elektrisch verstell- und beheizbare Außenspiegel, elektrische Fensterheber, Klimaanlage mit Pollen- und Staubfilter, eine Außentemperaturanzeige im Bordcomputer und Nebelscheinwerfer. Auch hier wurde die Serienausstattung zum Modelljahr 2010 erweitert, nun enthielt das Modell serienmäßig ein CD-Radio, eine verchromte Auspuffblende, ein Lederlenkrad und Türgriffe im Chrom-Dekor.
Bei beiden Ausstattungen waren beheizte Vordersitze und ein hinteres Park-Pilot-System erhältlich; beim Titanium-Modell eine Teillederpolsterung mit Sitzheizung sowie eine automatische Temperaturregelung der Klimaanlage.
Ab Juli 2009 war der Ka mit 1,3-Liter-Dieselmotor nur noch in der Ausstattungsvariante Titanium erhältlich, ab 2011 dann auch wieder in der Ausstattungsvariante Trend.
Im Januar 2010 führte Ford in Deutschland das Editionsmodell Concept ein, das mit einer geringeren Basisausstattung und einer stark gekürzten Aufpreisliste den Nachfolger des Ford Ka Student darstellte. Im Vergleich zum Trend hatte das Modell lediglich zwei Airbags serienmäßig, außerdem fehlten die beim Trend ab Modelljahr 2010 serienmäßigen Extras. Seit Januar 2011 hieß diese Ausstattungsvariante bei identischer Ausstattung Ambiente, wie das Basismodell in Österreich und der Schweiz.

### Sicherheit
Der Ka war bei seiner Markteinführung in Deutschland und der Schweiz serienmäßig mit Airbags für Fahrer und Beifahrer, Seitenairbags für die Frontpassagiere, Antiblockiersystem mit einer elektronischen Bremskraftverteilung und Notbremslicht ausgestattet. Kopfschulterairbags für Fahrer und Beifahrer und das elektronische Stabilitätsprogramm mit Berganfahrassistent und einer Antriebsschlupfregelung waren gegen Aufpreis erhältlich. Beim Ford Ka Concept, seit 2011 Ambiente genannt, fehlten die serienmäßigen Seitenairbags.
In Österreich waren beim Basismodell Ambiente lediglich Frontairbags für Fahrer und Beifahrer und Antiblockiersystem mit elektronischer Bremskraftverteilung serienmäßig. Seitenairbags, Kopfschulterairbags und die Kombination elektronisches Stabilitätsprogramm mit Berganfahrassistent und Antriebsschlupfregelung kosteten Aufpreis.
Überall serienmäßig waren Isofix-Kindersitz-Halterungen auf den Rücksitzen.
Bei dem vom ADAC im November 2008 durchgeführten Euro-NCAP-Crashtest erreichte der Ka vier von fünf Sternen. Auch hier wurde, wie bereits bei der ersten Modellgeneration im Jahr 2000, eine Europa-Version ohne die in Deutschland serienmäßigen Seitenairbags getestet. Das Erreichen des optimalen Testergebnisses von fünf Sternen, die unter anderem 2007 der technisch gleiche Fiat 500 bekam, war ohne diese Seitenairbags nicht möglich.

### Schwachstellen
Im Gegensatz zu seinem Vorgänger hat die zweite Modellgeneration des Ka relativ wenige Schwachstellen, so dass nach der Markteinführung ein Trend zum Besseren in der ADAC Pannenstatistik zu erkennen war, wo bis 2010 beide Generationen zusammengefasst wurden. Störungen im Motormanagement treten häufiger auf, darüber hinaus ist die Wegfahrsperre oder der zugehörige Transponder überdurchschnittlich oft defekt. Auch ein loses Schaltgestänge sowie eine entladene Batterie wurden vom ADAC als Ursache für Pannen genannt.
In der ADAC Pannenstatistik 2011 erreichte das Modell, das nun erstmals ohne den Vorgänger ausgewertet wurde, Platz eins von zwölf Fahrzeugen in der Klasse „Kleinstwagen“. Im Jahr 2012 konnte der Ford Ka Platz zwei von elf Fahrzeugen erreichen, danach verzichtete der ADAC auf ein Ranking innerhalb der Klassen.

### Individualisierungsmöglichkeiten
Ford bot unter dem Namen Ford Individual verschiedene Optikpakete als Individualisierungsmöglichkeit für den Wagen an.
- Der Ford Ka Grand Prix war in Sunrise-Rot, Disco-Schwarz, Cloud-Silber, Lago-Grau, Crystal-Weiß und Cashmere-Weiß erhältlich. Kühlergrill, Seitenspiegel und Zierstreifen waren in weiß, bei weißer Außenlackierung in rot gehalten. Optional waren beide Seitentüren mit wählbaren Startnummern beklebt (0 bis 9). Dazu waren im Innenraum Sitzbezüge, Türverkleidungen, Lenkrad und Kopfstützen farblich auf die Wagenfarbe abgestimmt, das Armaturenbrett war zudem mit Aluminium-Applikationen besetzt. In Deutschland wurde dieses Optikpaket im April 2011 aus dem Programm genommen.
- Der Ford Ka Digital war bis 2011 in Schwarz erhältlich, die bereits beim Grand Prix farblich abgesetzten Teile und das Armaturenbrett waren in der Farbe Jump lackiert.
- Der Ford Ka Tattoo, angeboten bis Januar 2011, besaß große Tribals auf den vorderen Kotflügeln, dem Dach, den Fußmatten und den Sitzen. Gegen Aufpreis waren Teilledersitze, ebenfalls mit Tribals, erhältlich.
- Der Ford Ka Metall, in Österreich Ford Ka Metal, wurde 2011 eingeführt und besaß ein spezielles Lederlenkrad mit schwarzen Dekorelementen, eine Stoffpolsterung mit silberfarbenen Ringen im „Metall“-Design, sowie Mittelkonsole und Instrumententafel mit schwarzen und Chrom-Dekorelementen. Das Modell gab es nur in den Metallic-Lackierungen Midnight-Schwarz, Lago-Grau und Moonlight-Silber, der Kühlergrill war in schwarz lackiert, außerdem waren die B-Säulen schwarz verkleidet, mit einem Ka-Logo im Chrom-Dekor auf der Fahrerseite. Der Öffentlichkeit vorgestellt wurde das neue Stylingpaket erstmals auf dem Genfer Autosalon im März 2011.[32]
- Der Ford Ka Grand Prix II wurde ebenfalls 2011 in Deutschland eingeführt und war ausschließlich in Sunrise-Rot erhältlich. Kühlergrill, Seitenspiegel und Leichtmetallräder waren hochglänzend schwarz lackiert, die Zierstreifen in schwarzer Carbon-Optik gehalten. Dazu waren im Innenraum Sitzbezüge, Türverkleidungen, Lenkrad und Kopfstützen farblich auf das Äußere des Wagens abgestimmt.
- Der Ford Ka Grand Prix III wurde 2013 in Deutschland eingeführt und war in Flame-Rot, Midnight-Schwarz, Moonlight-Silber und Cashmere-Weiß erhältlich. Kühlergrill und Seitenspiegel waren in Kontrastfarbe, die Leichtmetallräder hochglänzend schwarz lackiert. Dazu gab es im Innenraum exklusiv für dieses Modell Sitzbezüge in schwarz-anthrazit, Lenkrad, Schaltknauf und Handbremsgriff mit Dekorelementen sowie Velours-Teppichfußmatten mit farblich abgesetzten Nähten.

Styling-Pakete für Exterieur und Interieur (nur für die Ausstattungsvariante Titanium) waren ursprünglich in separaten Paketen erhältlich, zu jedem Exterieur-Paket gehörte immer auch eine verchromte Auspuffblende. Seit Dezember 2009 waren diese Pakete nur noch komplett erhältlich.

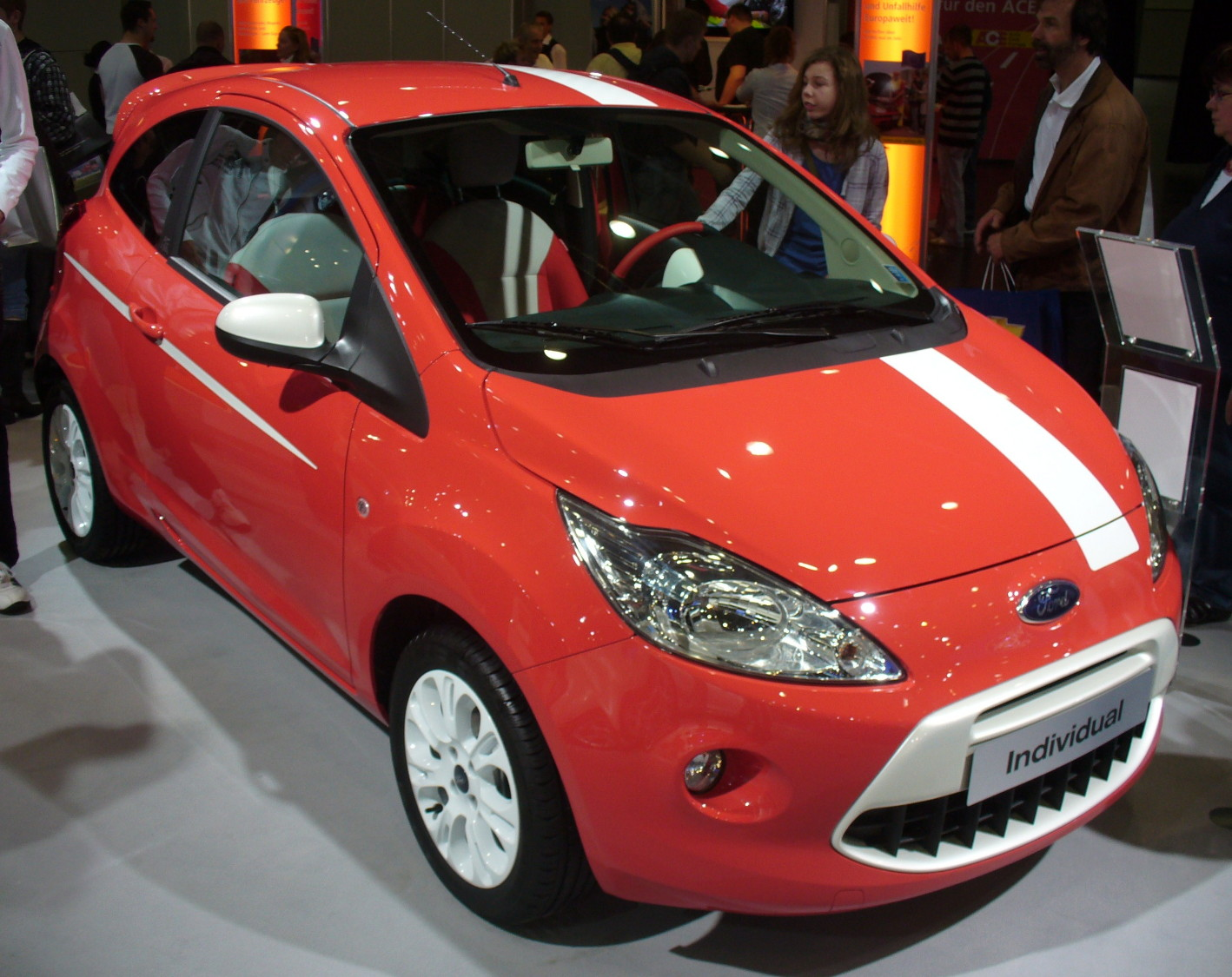
Ford Ka Grand Prix
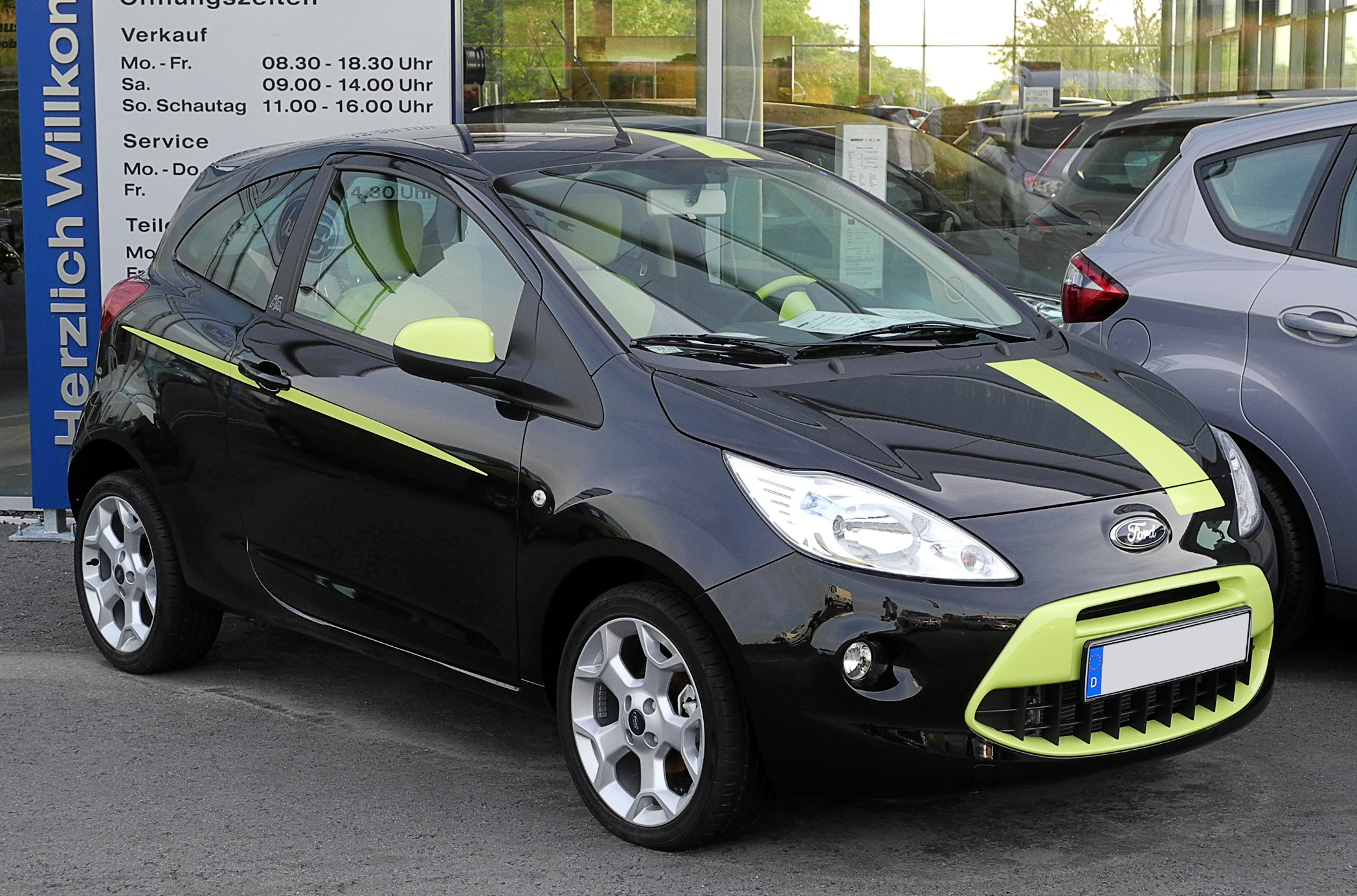
Ford Ka Digital
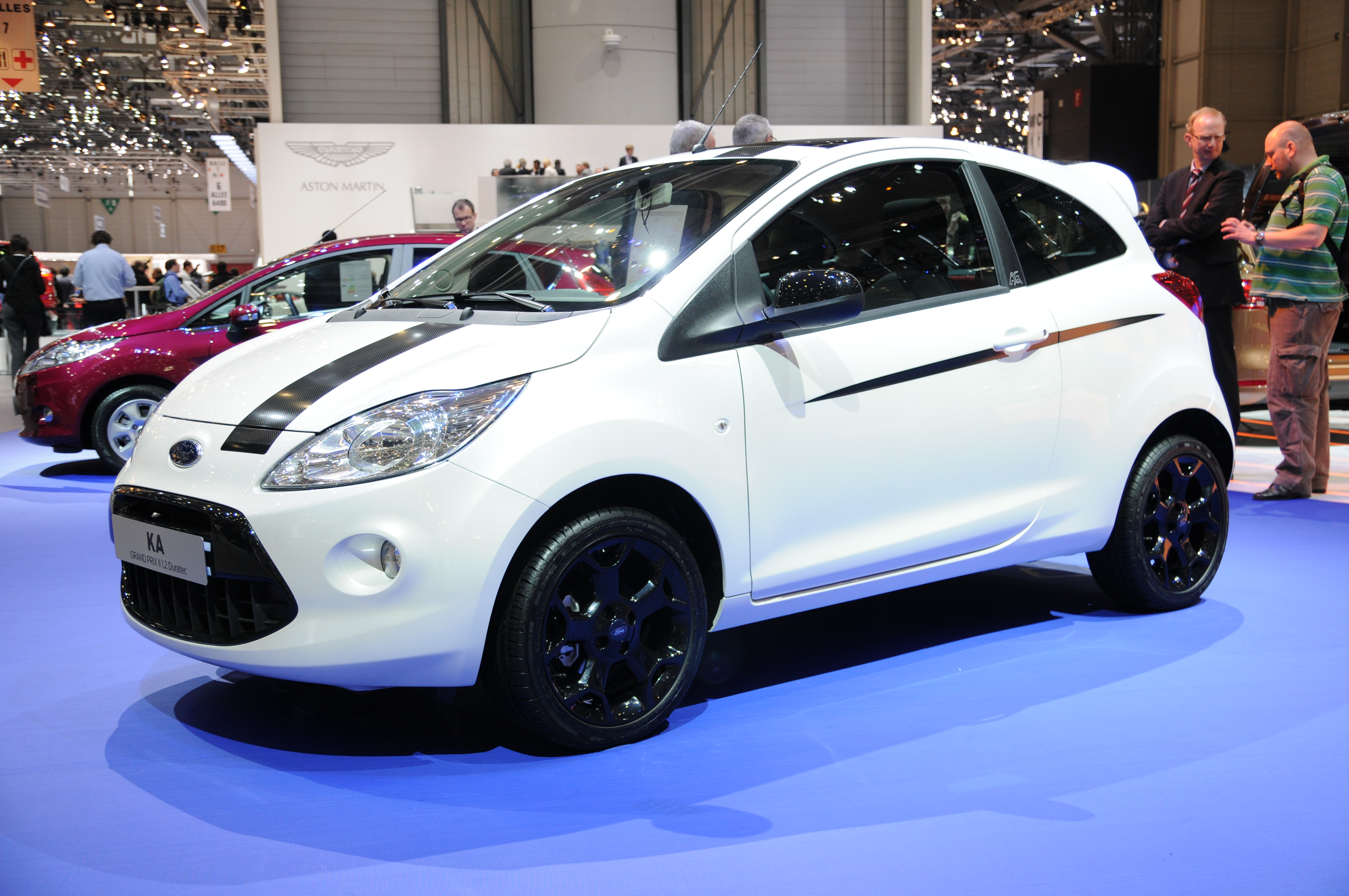
Ford Ka Grand Prix II (2012)

### Multimedia
Mehrere Audio-Systeme wurden für den Ford Ka angeboten, unter anderem mit USB-Anschluss und AUX-Eingang für MP3-Player, die über die Lenkradfernbedienung bedient werden konnten. Die CD-Radios sind MP3-fähig. Darüber hinaus war eine Bluetooth-Schnittstelle mit Sprachsteuerung für ein Mobiltelefon, eine Kommunikationskonsole für mobile Navigationssysteme und ein erweitertes Lautsprechersystem mit Verstärker und einem Subwoofer erhältlich.

### Außenlackierungen
Neben dem Unilack Jump gab es zwei weitere Uni- und neun Metalliclacke, die in Deutschland alle aufpreispflichtig waren. Bei den Farben Cashmere-Weiß und Funky Magenta handelte es sich um aufwändig zu lackierende Vier-Schicht-Lacke.
2010 ersetzte Ford zwei Farben, Cloud-Silber wurde durch Moonlight-Silber und Disco-Schwarz durch Midnight-Schwarz ersetzt. 2013 wurde Sunrise-Rot durch Flame-Rot ersetzt, außerdem kam Mustard Olive-Gelb in Deutschland als Farbe hinzu, wurde in Österreich jedoch nicht angeboten.
Uni-Lacke
| Crystal-Weiß (Snow) | Jump | Sunrise-Rot (Sunrise) | Flame-Rot (Flame) |

Metallic-Lacke
| Café (Macchiato) | Cloud-Silber (Stardust)      | Disco-Schwarz (Disco)       | Dive-Blau (Dive)   | Sand                   | Scuba-Blau (Scuba)         |
| Lago-Grau (Moon) | Moonlight-Silber (Moonlight) | Midnight-Schwarz (Midnight) | Mustard Olive-Gelb | Cashmere-Weiß (Aurora) | Funky Magenta (Funky Pink) |

(Abweichende Namen der gleichen Farbe für den österreichischen Markt in Klammern.)

### Preisentwicklung
Bei seiner Markteinführung in Deutschland war der Ka als Trend mit 1,2-Liter-Ottomotor ab 9.750 Euro und als Titanium für 10.750 Euro erhältlich, Fahrzeuge mit Dieselmotor kosteten jeweils 2.000 Euro mehr. Noch im Jahr der Markteinführung wurden diese Preise insgesamt dreimal und zum Jahr 2011 sowie zum Jahr 2012 je ein weiteres Mal erhöht, auf nun 10.900 Euro für den Trend und 12.700 Euro für den Titanium. Das 2010 eingeführte Editionsmodell Concept war ab 9.650 Euro erhältlich, in der umbenannten Version Ambiente ab Januar 2011 9.700 Euro und ab Januar 2012 9.800 Euro.
Ende 2013 wurden die Preise deutlich gesenkt, der Ambiente kostete nun 9.140 Euro, der Trend 9.640 Euro und der Titanium 11.140 Euro.
In Österreich war er als Ambiente bereits ab 9.600 Euro und als Titanium ab 11.600 Euro erhältlich, der Aufpreis für den Dieselmotor betrug 2000 Euro. Auch hier wurden im März 2009 und im Januar 2011 die Preise erhöht. Das Modell Ambiente kostet nun 10.040 Euro, der Titanium 12.290 Euro.
Auch in Österreich wurden die Preise Ende 2013 gesenkt, der Ambiente kostete nun 8.990 Euro, der Trend 9.490 Euro und der Titanium 10.990 Euro.
Der Ford Ka war damit deutlich günstiger als der technisch identische Fiat 500.

### Sondermodelle

#### KaVita
Im April 2009 gab Ford bekannt, im Zuge der Werbe-Aktion „Eigener Ford Ka – Eigene Cola“ in den ostdeutschen Bundesländern in Kooperation mit Vita Cola ein auf 300 Fahrzeuge limitiertes Sondermodell Ford Ka Vita auf den Markt zu bringen. Hierbei handelte es sich um ein Titanium-Modell mit weißlackierten Leichtmetallräder, getönten Scheiben, Dachspoiler und CD-Radio. Der Ford Ka Vita Original war in Sunrise-Rot lackiert, der Ford Ka Vita Schwarz in Disco-Schwarz Metallic und verfügte zusätzlich über das erweiterte Audiosystem mit Verstärker und Subwoofer.

#### Kaiconic
In Österreich bot Ford ab März 2011 das Sondermodell Ford Ka iconic an. Hierbei handelte es sich um Fahrzeuge mit der Trend-Ausstattung, die zusätzlich über eine Klimaanlage und ein CD-Radio mit AUX-Eingang und MP3-Funktion verfügten. Zusätzlich erhielt der Käufer einen Code, mit dem er binnen eines Jahres maximal 1000 Songs von der Ford Music Load & Play Plattform, die über 10.000 Musiktitel aus verschiedenen Genres verfügt, herunterladen konnte.

#### KaChampions Edition
Ford bot ab Januar 2012 das Sondermodell Ford Ka Champions Edition an. Hierbei handelte es sich um Fahrzeuge mit der Trend-Ausstattung, die über Velours-Teppichfußmatten und B-Säulenverkleidung mit dem Logo der UEFA Champions League verfügten.

### Weitere Modellversionen
Auf der internationalen Messe für Umwelttechnologie Clean Tech World stellte der Hamburger Energieversorger mk-group Holding GmbH den MK1 E-KAT vor, ein Elektroauto auf Basis des Ford Ka. Der Wagen wurde für Asch Motorsport entwickelt, erreichte bis zu 120 km/h und verfügte über einen 15 kWh-Lithium-Polymer-Akkumulator, mit dem das Fahrzeug eine Reichweite von 120 km hatte. 1500 Fahrzeuge liefen jährlich vom Band, offizieller Fahrzeughersteller ist mk-group.
Eine Ka ST genannte, leistungsstärkere Variante als Nachfolger des SportKa war geplant und wurde auch in der Fachpresse vorgestellt. Die Motorisierung sollte identisch mit der des Fiat 500 Abarth sein, ein 99 kW starker, aufgeladener 1,4-Liter-Motor, der den Wagen auf eine Höchstgeschwindigkeit von 205 km/h beschleunigen sollte.
Darüber hinaus war auch eine Cabrio-Version angekündigt. Diese sollte wie der Vorgänger Streetka ein reiner Zweisitzer sein, jedoch ein elektrisch öffnendes Stahlverdeck besitzen. Das als Ka CC bezeichnete Modell wurde nie gebaut.
Auch eine Kombi-Variante und ein Hybridfahrzeug sowie ein Automatikgetriebe für den Ka wurden als mögliche Optionen angekündigt, aber nicht umgesetzt.

### Auszeichnungen
- Die Leser der Zeitschrift JOY wählten den Ka zum Gewinner des JOY Trend Award 2009 in der Kategorie Lifestyle.[39]
- 150 Fuhrparkmanager wählten den Ka bei den jährlichen Vergleichstests der Fachzeitschrift „Firmenauto“ von 2009 bis 2011 dreimal in Folge zum Firmenauto des Jahres in der Kategorie Minicars.[40][41][42]
- Der Ford Ka mit dem 1,2-Liter-Ottomotor wurde Wertmeister 2011 in der Kategorie „Minis“. Bei der durch Auto Bild und EurotaxSchwacke vorgenommenen Berechnung der wertstabilsten Fahrzeuge erreichte er nicht nur den „geringsten Wertverlust in Euro“, sondern auch den „besten Werterhalt in Prozent“.[43]
- Im Mai 2012 gewann der Ford Ka den J.-D.-Power-Award im Segment „Kleinstwagen“. Bei der jährlich vom amerikanischen Marktforschungsunternehmens J.D. Power veröffentlichten Kundenzufriedenheitsstudie „VOSS“ (Vehicle Ownership Satisfaction Study) erreichte der Ka mit 78,9 Prozent die höchste Kundenzufriedenheitsquote in diesem Segment.[44]

### Sonstiges
Rund ein Jahr vor der Markteinführung gab Ford bekannt, dass ein eigens angefertigter Prototyp des neuen Ford Ka-Modells im James-Bond-Film Ein Quantum Trost zu sehen sein wird. Der Wagen wurde im Film vom Bondgirl „Camille“ bewegt, und von einer Brennstoffzelle angetrieben. Er besaß eine goldene Metalliclackierung mit grafischen Elementen und war mit einer besonderen Innenausstattung ausgerüstet.

## Ka (Südamerika, 2008–2013)

### Allgemeines
Am 14. Dezember 2007 stellte Ford in Brasilien den neuen Ford Ka für den südamerikanischen Raum vor. Im Gegensatz zum europäischen Nachfolger war dieses ein eigenständiges Modell, das auf der ersten Baureihe des Ford Ka basierte und daher weder optisch noch technisch Gemeinsamkeiten mit der zweiten europäischen Modellgeneration hatte.
Erhältlich war das Fahrzeug dort ab Januar 2008. Im Gegensatz zu den beiden europäischen Modellgenerationen verfügte das Fahrzeug über fünf Sitzplätze. Die beiden verfügbaren Motorisierungen waren die gleichen, die in Südamerika auch in der ersten Modellgeneration erhältlich waren, ein 1,0-Liter-Turbomotor und ein 1,6-Liter-Motor. Durch kleinere Überarbeitungen wurde bei beiden Motoren jedoch ein kleiner Leistungszuwachs erzielt – sie leisteten daher 51 kW beziehungsweise 75 kW. Beide Motoren waren außerdem für die Verwendung des in Brasilien weit verbreiteten Ethanol-Kraftstoffes geeignet, bei dessen Verwendung die Motorleistung leicht anstieg.
Das Modell war nur in Südamerika erhältlich, ein Export nach Mittelamerika, wie dies bei der ersten Modellgeneration noch der Fall gewesen war, fand nicht statt.
2011 fand eine optische Überarbeitung statt, außerdem wurde der 1,6-Liter-Motor aus dem Programm genommen. 2013 wurde der Ford Ka dann komplett aus dem Programm genommen.

### Motorisierungen
| Bezeichnung          | Hubraum  | Zylinder | Leistung                         | Max. Drehmoment                       | Kraftstoffverbrauch | Sonstiges    |
| -------------------- | -------- | -------- | -------------------------------- | ------------------------------------- | ------------------- | ------------ |
| Duratec (RoCam) Flex | 999 cm³  | R4 (8V)  | 51 kW (69 PS) (Benzin-Betrieb)   | 87 Nm bei 4750/min (Benzin-Betrieb)   | 7,1 Liter/100 km    | Turbomotor   |
| Duratec (RoCam) Flex | 999 cm³  | R4 (8V)  | 54 kW (73 PS) (Ethanol-Betrieb)  | 91 Nm bei 5000/min (Ethanol-Betrieb)  | 7,1 Liter/100 km    | Turbomotor   |
| Duratec (RoCam) Flex | 1599 cm³ | R4 (8V)  | 75 kW (102 PS) (Benzin-Betrieb)  | 155 Nm bei 4250/min (Benzin-Betrieb)  | 7,6 Liter/100 km    | Nur bis 2011 |
| Duratec (RoCam) Flex | 1599 cm³ | R4 (8V)  | 79 kW (107 PS) (Ethanol-Betrieb) | 164 Nm bei 4250/min (Ethanol-Betrieb) | 7,6 Liter/100 km    | Nur bis 2011 |

## Ka+ (2014–2021)
| Sonstige Messwerte                        |              |
| CO2-Emission:                             | 114 g/km     |
| Kraftstoffverbrauch kombiniert (EG-Norm): | 5,0 l/100 km |
| Sterne im Euro-NCAP-Crashtest             |              |

Im November 2013 gab Ford bekannt, die dritte Generation des Ka im Werk Camaçari in Brasilien und später in Indien, China und Thailand zu produzieren. Sie sollte ähnlich wie bei anderen Ford-Modellen wie Mondeo, Fiesta und Focus als Weltauto auf vielen Märkten nahezu gleich, dort aber teils unter dem Namen Ford Figo angeboten werden. 
Der Wagen basierte wie die Modelle B-Max, EcoSport und Fiesta auf der sogenannten B-Plattform. Erstmals war der Ka vier- und fünftürig erhältlich. Die auf vielen Märkten, aber nicht in Deutschland, angebotene Stufenheck-Limousine wurde als Ka+ oder als Figo Sedan verkauft. In Indien war, da Fahrzeuge unter 4,00 Meter Länge dort niedriger besteuert werden, zudem eine als Figo Aspire bezeichnete kurze Stufenheckvariante mit 3955 mm Länge erhältlich. Auf dem südamerikanischen Markt wurde der Ka ausschließlich mit Dreizylinder-EcoBoost-Motoren verkauft.
Die europäische Version wurde Anfang Juni 2016 vorgestellt und ab Mitte Oktober 2016 ausgeliefert. Sie wurde wie der EcoSport in Indien produziert, jedoch in einem eigens erbauten Werk in Sanand im Distrikt Ahmedabad. Nach Angaben von Ford erfolgte die Markteinführung in Europa wegen zahlreicher Änderungen unter anderem an Fahrwerk, Verarbeitung und Geräuschverhalten später. Hier wurde der Wagen von einem neuen 1,2-Liter-Duratec-Ottomotor angetrieben, der wahlweise 51 kW (70 PS) oder 63 kW (85 PS) leistete. In Deutschland wurde ausschließlich der Fünftürer als Ka+ verkauft. Zur Serienausstattung gehörten elektrische Fensterheber vorne, elektrisch verstellbare Seitenspiegel, Zentralverriegelung mit Funkfernbedienung, ESP und sechs Airbags. Der Einstiegspreis lag bei 9.990 Euro. Der stärkere und zusätzlich mit Klimaanlage und dem sprachgesteuerten Ford Sync ausgestattete Ka+ Cool&Sound war ab 11.400 Euro erhältlich. 
Im Februar 2018 wurde für die europäische Variante eine Modellpflege angekündigt. Der Kühlergrill wurde wie bei den aktuellen Ford-Modellen deutlich höher. Es gab neue Scheinwerfer mit Tagfahrlicht und Nebelscheinwerfern. Erstmals erhältlich war ein 1,2-Liter-Dreizylinder-Ottomotor mit Start-Stopp-System, der wahlweise 52 kW oder 63 kW leistete. Außerdem war bis April 2019 wieder ein Dieselmotor verfügbar: Der 1,5-Liter-Vierzylinder-Turbodieselmotor leistete 70 kW bei einem maximalen Drehmoment von 215 Nm und verfügte über ein Energierückgewinnungs-System der Lichtmaschine (SRC), das die Fahrzeugbatterie beim Bremsen stärker auflädt.
Neu im Sortiment war die Crossover-Variante Active mit um 23 mm erhöhter Bodenfreiheit, Dachreling, speziellen 15-Zoll-Leichtmetallrädern und speziellem Bodykit. Der vordere und hintere Stoßfänger ist je mit einem unteren silberfarbenen Einsatz, die Seitenschweller sind schwarz mit silberfarbenen Einsätzen und die Radhäuser sind ebenfalls schwarz gehalten. Es gab die exklusive Lackfarbe Havanna Braun. Die Sitze waren speziell gestaltet, der Dachhimmel zeigte sich anthrazit und das Lederlenkrad Bedienelemente für die Geschwindigkeitsregelanlage.
Im Januar 2020 stellte Ford den Verkauf des Ka+ in Europa ersatzlos ein. In Brasilien wurde er noch bis 2021 produziert.

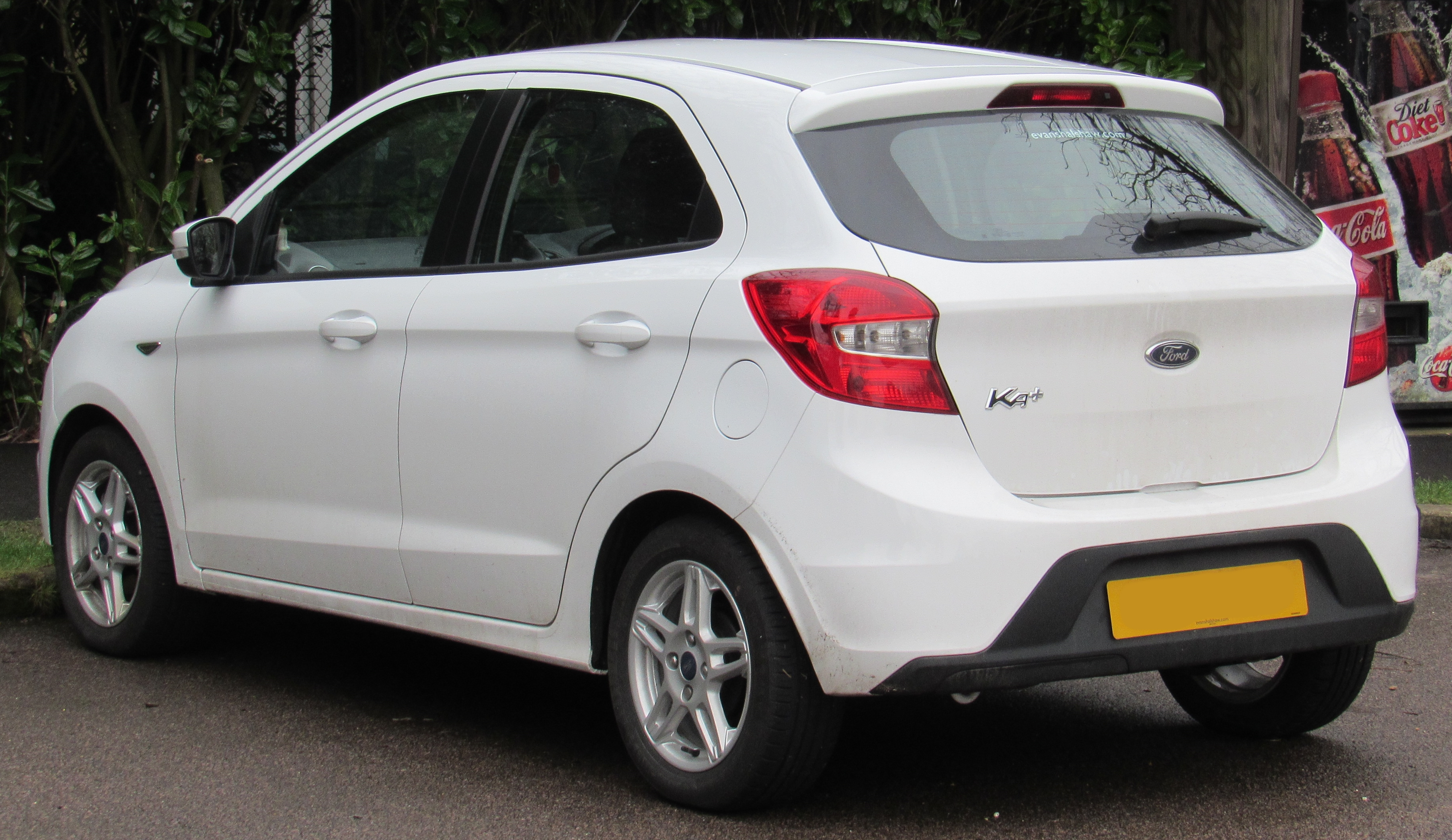
Heckansicht
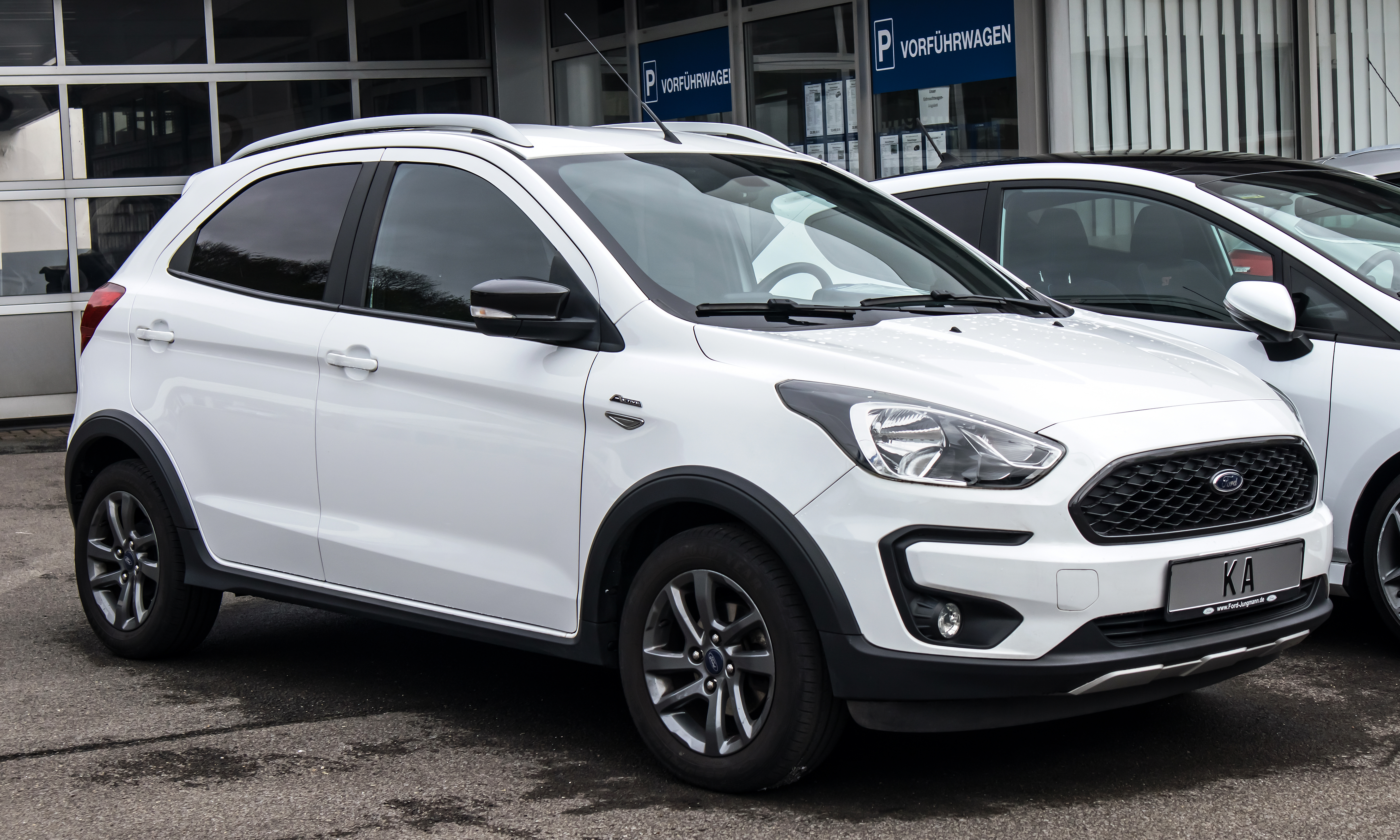
Ford Ka+ Active (2018–2020)
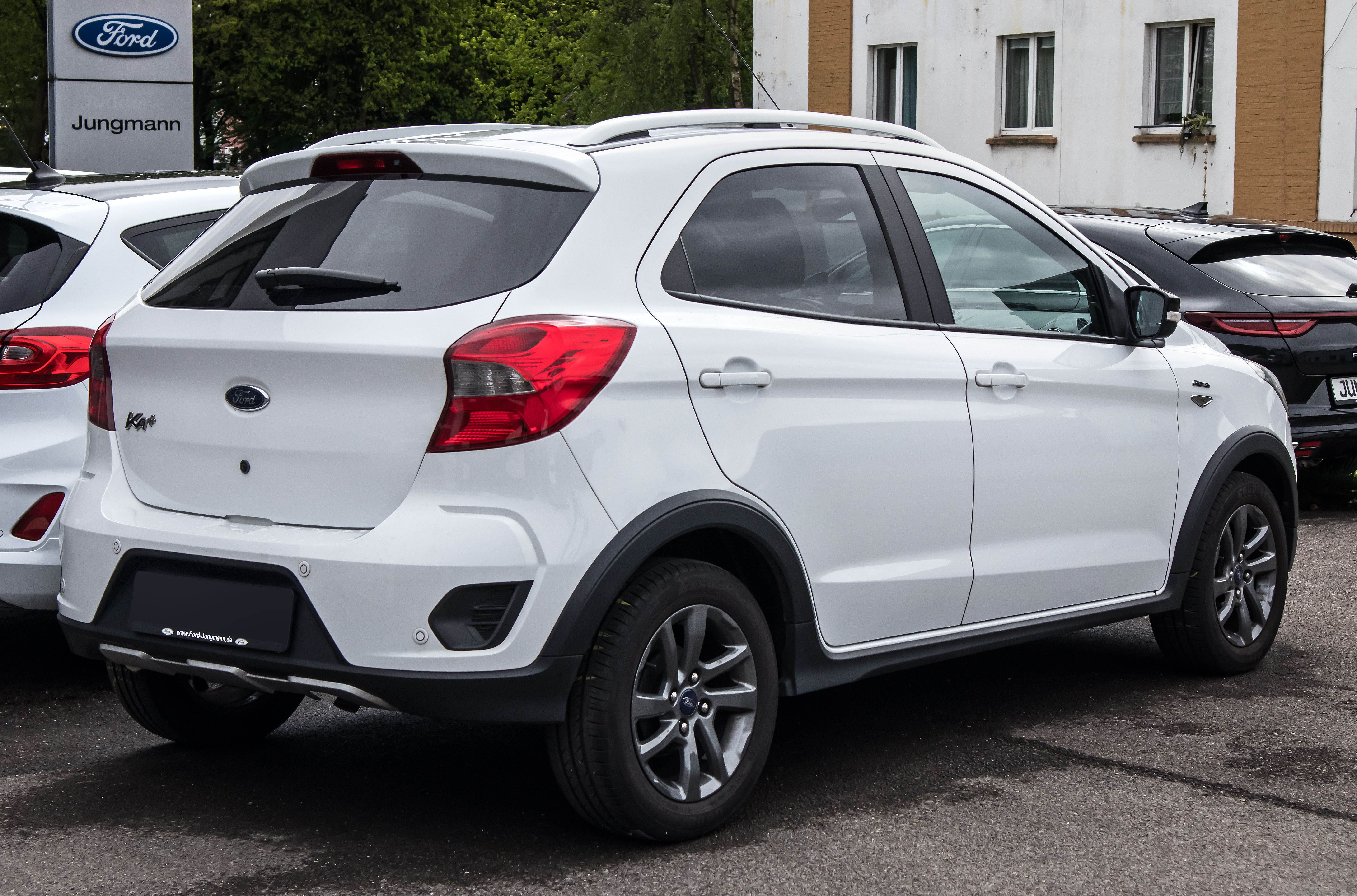
Heckansicht
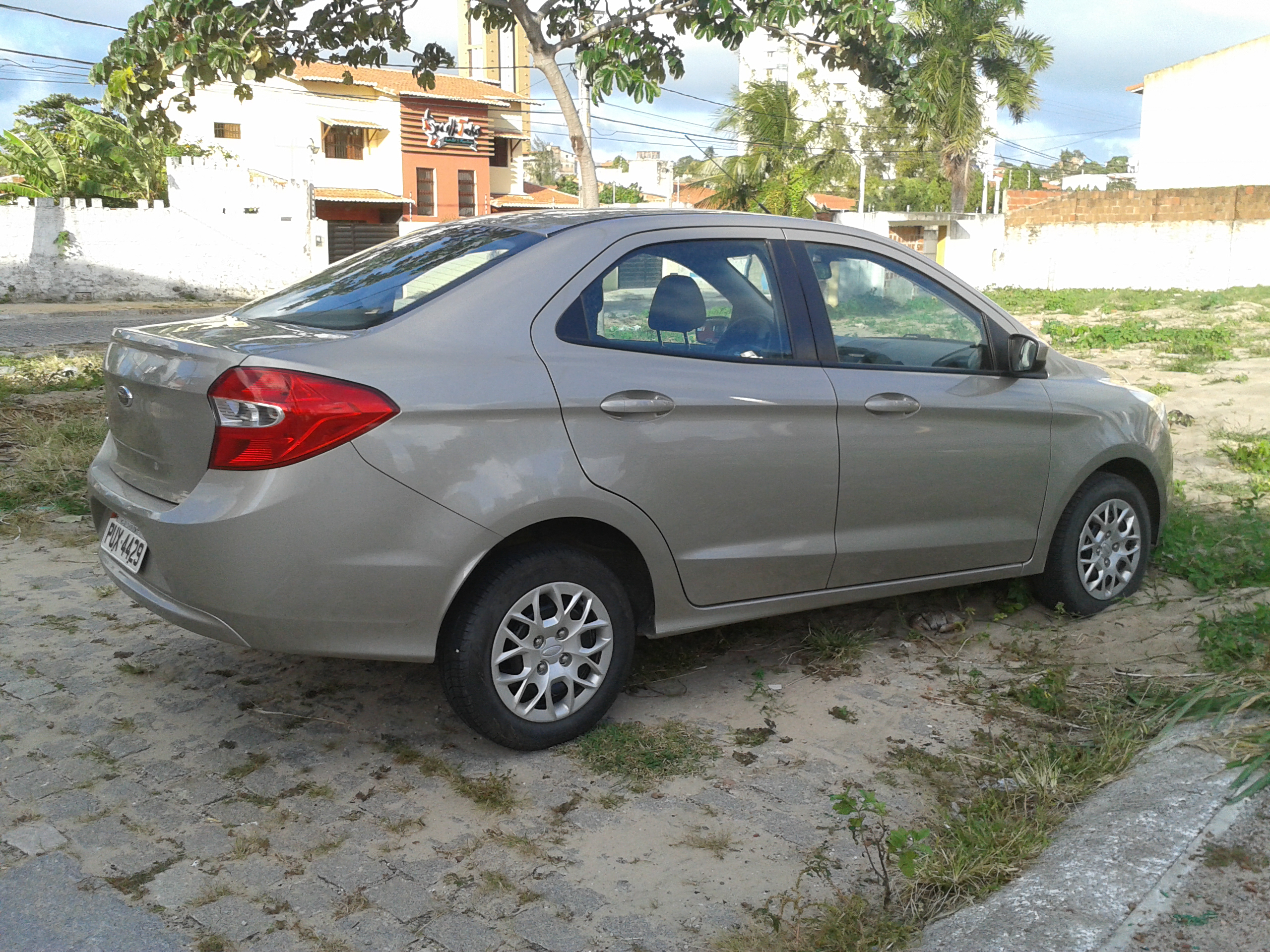
Limousine Viertürer (Brasilien)
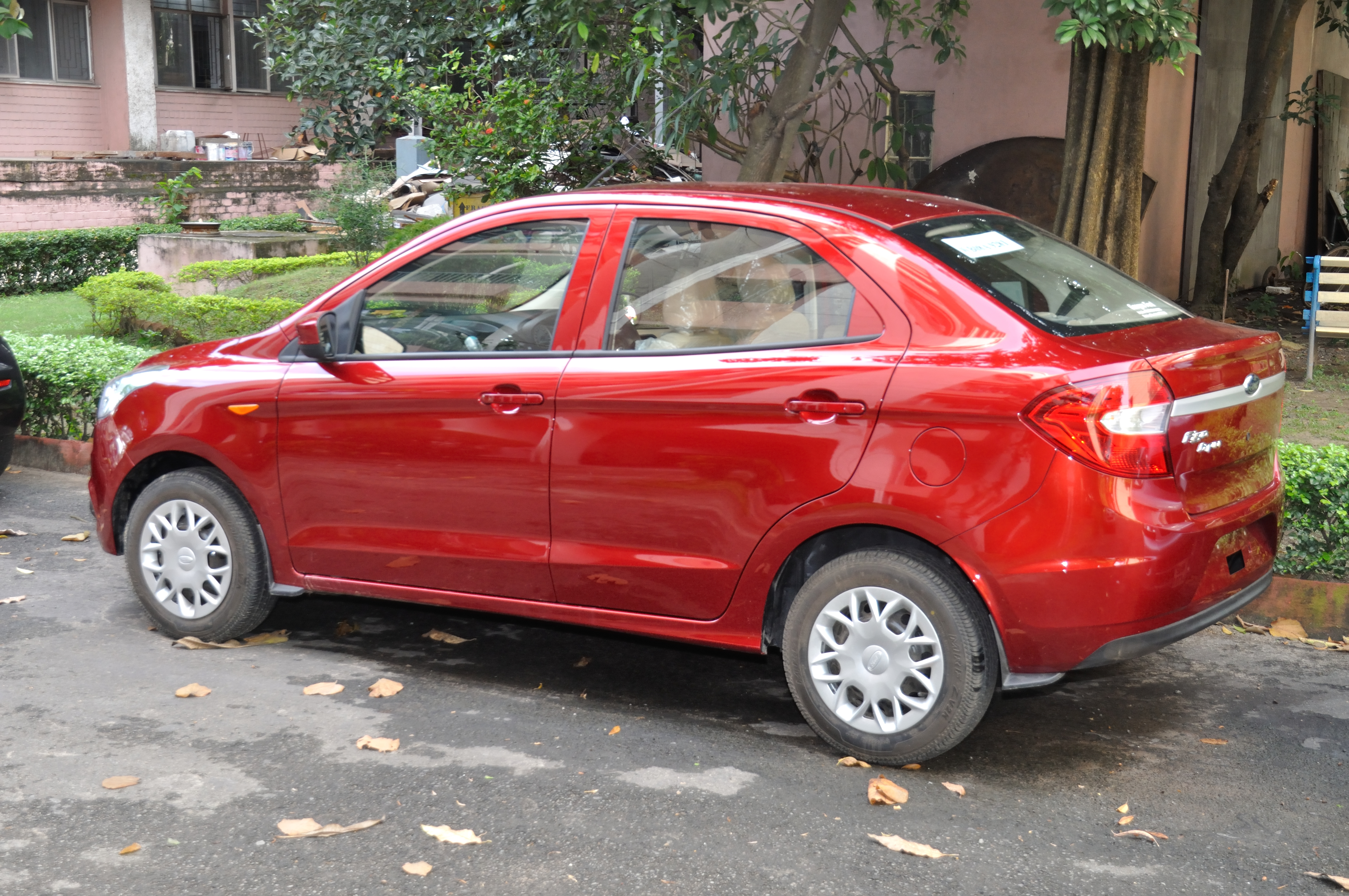
Figo Aspire (Indien)

### Technische Daten (Europa)
|                                             | Ka+ 1.2 Ti-VCT        | Ka+ 1.2 Ti-VCT        | Ka+ 1.2                 | Ka+ 1.2                           | Ka+ 1.5 TDCI                        |
| Bauzeitraum                                 | 10/2016–03/2018       | 10/2016–03/2018       | 03/2018–01/2020         | 03/2018–01/2020                   | 03/2018–04/2019                     |
| Motorkenndaten                              |                       |                       |                         |                                   |                                     |
| Motortyp                                    | R4-Ottomotor          | R4-Ottomotor          | R3-Ottomotor            | R3-Ottomotor                      | R4-Dieselmotor                      |
| Hubraum                                     | 1196 cm³              | 1196 cm³              | 1194 cm³                | 1194 cm³                          | 1499 cm³                            |
| max. Leistung bei min−1                     | 51 kW (70 PS)/6000    | 63 kW (85 PS)/6300    | 52 kW (70 PS)/5500–6500 | 63 kW (85 PS)/5500–6500           | 70 kW (95 PS)/3750                  |
| max. Drehmoment bei min−1                   | 105 Nm/4000           | 112 Nm/4000           | 115 Nm/4250             | 115 Nm/4250                       | 215 Nm/1750                         |
| Kraftübertragung                            |                       |                       |                         |                                   |                                     |
| Antrieb                                     | Vorderradantrieb      | Vorderradantrieb      | Vorderradantrieb        | Vorderradantrieb                  | Vorderradantrieb                    |
| Getriebe, serienmäßig                       | 5-Gang-Schaltgetriebe | 5-Gang-Schaltgetriebe | 5-Gang-Schaltgetriebe   | 5-Gang-Schaltgetriebe             | 5-Gang-Schaltgetriebe               |
| Messwerte                                   |                       |                       |                         |                                   |                                     |
| Höchstgeschwindigkeit                       | 159 km/h              | 169 km/h              | 164 km/h                | 169 km/h                          | 179 km/h                            |
| Beschleunigung, 0–100 km/h                  | 15,3 s                | 13,3 s                | 14,6 s                  | 13,5 s                            | 11,4 s                              |
| Leergewicht                                 | 1055 kg               | 1055 kg               |                         |                                   |                                     |
| Kraftstoffverbrauch auf 100 km (kombiniert) | 5,0 l Super           | 5,0 l Super           | 5,1 l Super             | 5,0 l Super (Active: 5,7 l Super) | 3,7 l Diesel (Active: 4,1 l Diesel) |
| CO2-Emissionen (kombiniert)                 | 114 g/km              | 114 g/km              | 117 g/km                | 114 g/km (Active: 129 g/km)       | 99 g/km (Active: 108 g/km)          |
| Tankinhalt                                  | 42 l                  | 42 l                  | 42 l                    | 42 l                              | 42 l                                |
| Abgasnorm                                   | Euro 6                | Euro 6                | Euro 6d-TEMP            | Euro 6d-TEMP                      | Euro 6d-TEMP                        |

## Zulassungszahlen in Deutschland
Die aufgeführten Zulassungszahlen in der Bundesrepublik Deutschland können erst seit 1999 je Modellreihe angegeben werden, sodass die erste Generation nicht vollständig abgebildet werden kann. Bis 2001 unterscheidet das Kraftfahrt-Bundesamt nicht nach der Motorisierungsart. Da die erste Generation jedoch ausschließlich mit Ottomotoren angeboten wurde, lassen sich diese Zahlen zusammenfassen. Seit 1999 bis einschließlich Dezember 2019 wurden insgesamt 296.137 Ford Ka bzw. Ka+ neu zugelassen. Mit 38.158 Einheiten war 1999 das erfolgreichste Verkaufsjahr. Das Jahr 2009, in dem die Umweltprämie gewährt wurde, war das drittbeste.
| 38.158 \| \| |
|              |

|  |

| 38.158 \| \| |
|              |

|  |

| 31.586 \| \| |
|              |

|  |

| 31.586 \| \| |
|              |

|  |

| 27.912 \| \| |
|              |

|  |

| 27.912 \| \| |
|              |

|  |

| 25.254 \| \| |
|              |

|  |

| 25.254 \| \| |
|              |

|  |

| 12.562 \| \| |
|              |

|  |

| 12.562 \| \| |
|              |

|  |

| 16.235 \| \| |
|              |

|  |

| 16.235 \| \| |
|              |

|  |

| 11.927 \| \| |
|              |

|  |

| 11.927 \| \| |
|              |

|  |

| 9.172 \| \| |
|             |

|  |

| 9.172 \| \| |
|             |

|  |

| 5.720 \| \| |
|             |

|  |

| 5.720 \| \| |
|             |

|  |

| 4.760 \| \| |
|             |

|  |

| 4.760 \| \| |
|             |

|  |

| 30.557 \| \| |
|              |

|  |

| 730 \| \| |
|           |

|  |

| 30.557 \| \| |
|              |

|  |

| 730 \| \| |
|           |

|  |

| 14.194 \| \| |
|              |

|  |

| 362 \| \| |
|           |

|  |

| 14.194 \| \| |
|              |

|  |

| 362 \| \| |
|           |

|  |

| 9.981 \| \| |
|             |

|  |

| 632 \| \| |
|           |

|  |

| 9.981 \| \| |
|             |

|  |

| 632 \| \| |
|           |

|  |

| 8.782 \| \| |
|             |

|  |

| 330 \| \| |
|           |

|  |

| 8.782 \| \| |
|             |

|  |

| 330 \| \| |
|           |

|  |

| 8.173 \| \| |
|             |

|  |

| 234 \| \| |
|           |

|  |

| 8.173 \| \| |
|             |

|  |

| 234 \| \| |
|           |

|  |

| 8.204 \| \| |
|             |

|  |

| 14 \| \| |
|          |

|  |

| 8.204 \| \| |
|             |

|  |

| 14 \| \| |
|          |

|  |

| 6.967 \| \| |
|             |

|  |

| 6.967 \| \| |
|             |

|  |

| 3.324 \| \| |
|             |

|  |

| 3.324 \| \| |
|             |

|  |

| 6.929 \| \| |
|             |

|  |

| 6.929 \| \| |
|             |

|  |

| 6.504 \| \| |
|             |

|  |

| 22 \| \| |
|          |

|  |

| 6.504 \| \| |
|             |

|  |

| 22 \| \| |
|          |

|  |

| 6.863 \| \| |
|             |

|  |

| 49 \| \| |
|          |

|  |

| 6.863 \| \| |
|             |

|  |

| 49 \| \| |
|          |

|  |

| 38.158 \| \| |
|              |

|  |

| 38.158 \| \| |
|              |

|  |

| 31.586 \| \| |
|              |

|  |

| 31.586 \| \| |
|              |

|  |

| 27.912 \| \| |
|              |

|  |

| 27.912 \| \| |
|              |

|  |

| 25.254 \| \| |
|              |

|  |

| 25.254 \| \| |
|              |

|  |

| 12.562 \| \| |
|              |

|  |

| 12.562 \| \| |
|              |

|  |

| 16.235 \| \| |
|              |

|  |

| 16.235 \| \| |
|              |

|  |

| 11.927 \| \| |
|              |

|  |

| 11.927 \| \| |
|              |

|  |

| 9.172 \| \| |
|             |

|  |

| 9.172 \| \| |
|             |

|  |

| 5.720 \| \| |
|             |

|  |

| 5.720 \| \| |
|             |

|  |

| 4.760 \| \| |
|             |

|  |

| 4.760 \| \| |
|             |

|  |

| 30.557 \| \| |
|              |

|  |

| 730 \| \| |
|           |

|  |

| 30.557 \| \| |
|              |

|  |

| 730 \| \| |
|           |

|  |

| 14.194 \| \| |
|              |

|  |

| 362 \| \| |
|           |

|  |

| 14.194 \| \| |
|              |

|  |

| 362 \| \| |
|           |

|  |

| 9.981 \| \| |
|             |

|  |

| 632 \| \| |
|           |

|  |

| 9.981 \| \| |
|             |

|  |

| 632 \| \| |
|           |

|  |

| 8.782 \| \| |
|             |

|  |

| 330 \| \| |
|           |

|  |

| 8.782 \| \| |
|             |

|  |

| 330 \| \| |
|           |

|  |

| 8.173 \| \| |
|             |

|  |

| 234 \| \| |
|           |

|  |

| 8.173 \| \| |
|             |

|  |

| 234 \| \| |
|           |

|  |

| 8.204 \| \| |
|             |

|  |

| 14 \| \| |
|          |

|  |

| 8.204 \| \| |
|             |

|  |

| 14 \| \| |
|          |

|  |

| 6.967 \| \| |
|             |

|  |

| 6.967 \| \| |
|             |

|  |

| 3.324 \| \| |
|             |

|  |

| 3.324 \| \| |
|             |

|  |

| 6.929 \| \| |
|             |

|  |

| 6.929 \| \| |
|             |

|  |

| 6.504 \| \| |
|             |

|  |

| 22 \| \| |
|          |

|  |

| 6.504 \| \| |
|             |

|  |

| 22 \| \| |
|          |

|  |

| 6.863 \| \| |
|             |

|  |

| 49 \| \| |
|          |

|  |

| 6.863 \| \| |
|             |

|  |

| 49 \| \| |
|          |

|  |

| 38.158 \| \| |
|              |

|  |

| 38.158 \| \| |
|              |

|  |

| 31.586 \| \| |
|              |

|  |

| 31.586 \| \| |
|              |

|  |

| 27.912 \| \| |
|              |

|  |

| 27.912 \| \| |
|              |

|  |

| 25.254 \| \| |
|              |

|  |

| 25.254 \| \| |
|              |

|  |

| 12.562 \| \| |
|              |

|  |

| 12.562 \| \| |
|              |

|  |

| 16.235 \| \| |
|              |

|  |

| 16.235 \| \| |
|              |

|  |

| 11.927 \| \| |
|              |

|  |

| 11.927 \| \| |
|              |

|  |

| 9.172 \| \| |
|             |

|  |

| 9.172 \| \| |
|             |

|  |

| 5.720 \| \| |
|             |

|  |

| 5.720 \| \| |
|             |

|  |

| 4.760 \| \| |
|             |

|  |

| 4.760 \| \| |
|             |

|  |

| 30.557 \| \| |
|              |

|  |

| 730 \| \| |
|           |

|  |

| 30.557 \| \| |
|              |

|  |

| 730 \| \| |
|           |

|  |

| 14.194 \| \| |
|              |

|  |

| 362 \| \| |
|           |

|  |

| 14.194 \| \| |
|              |

|  |

| 362 \| \| |
|           |

|  |

| 9.981 \| \| |
|             |

|  |

| 632 \| \| |
|           |

|  |

| 9.981 \| \| |
|             |

|  |

| 632 \| \| |
|           |

|  |

| 8.782 \| \| |
|             |

|  |

| 330 \| \| |
|           |

|  |

| 8.782 \| \| |
|             |

|  |

| 330 \| \| |
|           |

|  |

| 8.173 \| \| |
|             |

|  |

| 234 \| \| |
|           |

|  |

| 8.173 \| \| |
|             |

|  |

| 234 \| \| |
|           |

|  |

| 8.204 \| \| |
|             |

|  |

| 14 \| \| |
|          |

|  |

| 8.204 \| \| |
|             |

|  |

| 14 \| \| |
|          |

|  |

| 6.967 \| \| |
|             |

|  |

| 6.967 \| \| |
|             |

|  |

| 3.324 \| \| |
|             |

|  |

| 3.324 \| \| |
|             |

|  |

| 6.929 \| \| |
|             |

|  |

| 6.929 \| \| |
|             |

|  |

| 6.504 \| \| |
|             |

|  |

| 22 \| \| |
|          |

|  |

| 6.504 \| \| |
|             |

|  |

| 22 \| \| |
|          |

|  |

| 6.863 \| \| |
|             |

|  |

| 49 \| \| |
|          |

|  |

| 6.863 \| \| |
|             |

|  |

| 49 \| \| |
|          |

|  |

| 38.158 \| \| |
|              |

|  |

| 38.158 \| \| |
|              |

|  |

| 31.586 \| \| |
|              |

|  |

| 31.586 \| \| |
|              |

|  |

| 27.912 \| \| |
|              |

|  |

| 27.912 \| \| |
|              |

|  |

| 25.254 \| \| |
|              |

|  |

| 25.254 \| \| |
|              |

|  |

| 12.562 \| \| |
|              |

|  |

| 12.562 \| \| |
|              |

|  |

| 16.235 \| \| |
|              |

|  |

| 16.235 \| \| |
|              |

|  |

| 11.927 \| \| |
|              |

|  |

| 11.927 \| \| |
|              |

|  |

| 9.172 \| \| |
|             |

|  |

| 9.172 \| \| |
|             |

|  |

| 5.720 \| \| |
|             |

|  |

| 5.720 \| \| |
|             |

|  |

| 4.760 \| \| |
|             |

|  |

| 4.760 \| \| |
|             |

|  |

| 30.557 \| \| |
|              |

|  |

| 730 \| \| |
|           |

|  |

| 30.557 \| \| |
|              |

|  |

| 730 \| \| |
|           |

|  |

| 14.194 \| \| |
|              |

|  |

| 362 \| \| |
|           |

|  |

| 14.194 \| \| |
|              |

|  |

| 362 \| \| |
|           |

|  |

| 9.981 \| \| |
|             |

|  |

| 632 \| \| |
|           |

|  |

| 9.981 \| \| |
|             |

|  |

| 632 \| \| |
|           |

|  |

| 8.782 \| \| |
|             |

|  |

| 330 \| \| |
|           |

|  |

| 8.782 \| \| |
|             |

|  |

| 330 \| \| |
|           |

|  |

| 8.173 \| \| |
|             |

|  |

| 234 \| \| |
|           |

|  |

| 8.173 \| \| |
|             |

|  |

| 234 \| \| |
|           |

|  |

| 8.204 \| \| |
|             |

|  |

| 14 \| \| |
|          |

|  |

| 8.204 \| \| |
|             |

|  |

| 14 \| \| |
|          |

|  |

| 6.967 \| \| |
|             |

|  |

| 6.967 \| \| |
|             |

|  |

| 3.324 \| \| |
|             |

|  |

| 3.324 \| \| |
|             |

|  |

| 6.929 \| \| |
|             |

|  |

| 6.929 \| \| |
|             |

|  |

| 6.504 \| \| |
|             |

|  |

| 22 \| \| |
|          |

|  |

| 6.504 \| \| |
|             |

|  |

| 22 \| \| |
|          |

|  |

| 6.863 \| \| |
|             |

|  |

| 49 \| \| |
|          |

|  |

| 6.863 \| \| |
|             |

|  |

| 49 \| \| |
|          |

|  |

|  | Benziner (293.764) |

|  | Benziner (293.764) |

|  | Diesel (2.373) |

|  | Diesel (2.373) |